# Gotico internazionale in Europa

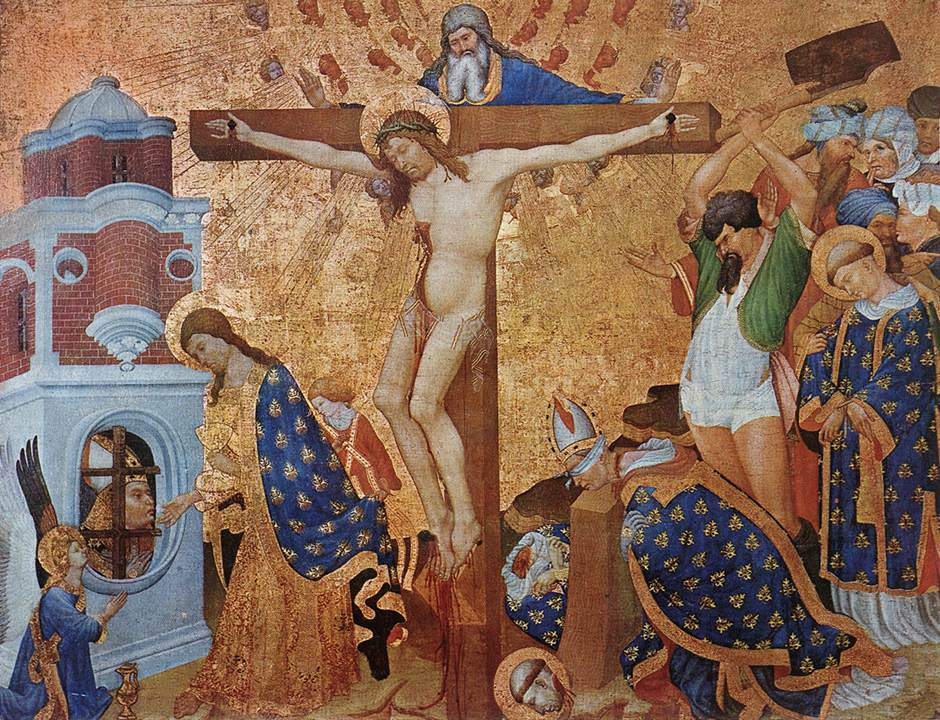
Henri Bellechose, Trinità e storie di San Dionigi (1416), Louvre, Parigi

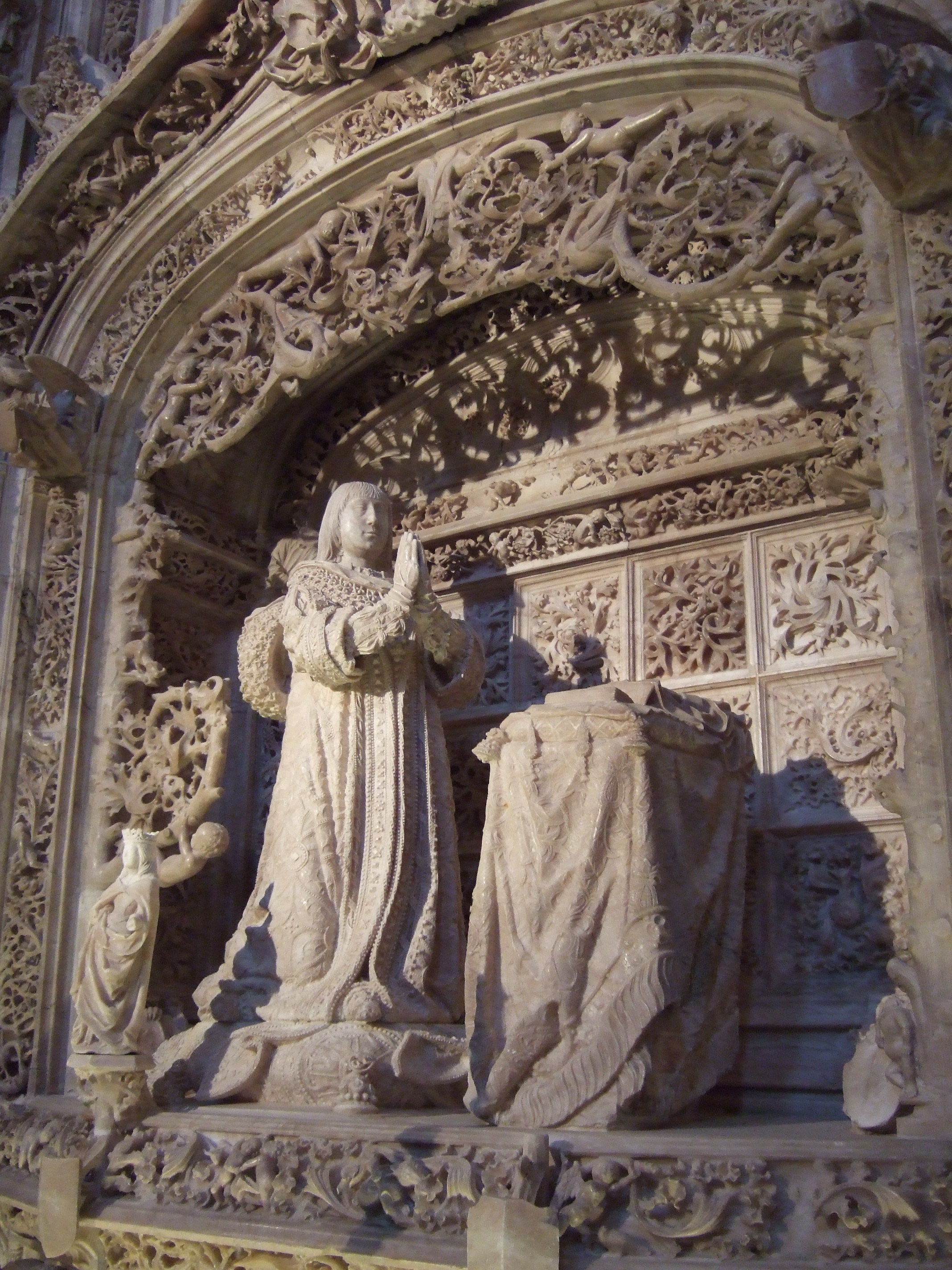
Gil de Siloé, tomba dell'infante Alfonso di Castiglia (1489-1493), Certosa di Miraflores, Burgos

Il Gotico internazionale (o fiammeggiante o tardogotico) è uno stile delle arti figurative databile tra il 1370 circa e, a seconda delle zone, la prima metà del XV secolo o gli albori del XVI.
Come sottolinea il nome, questa fase stilistica ebbe un'estensione internazionale, con caratteri comuni, ma anche con molte variabili locali. Lo stile non si diffuse a partire da un centro di irradiazione, come era stato per esempio per il gotico e l'Île-de-France, ma fu piuttosto frutto di un dialogo tra le corti europee, favorito dai numerosi scambi reciproci. Tra queste corti ebbe comunque un ruolo preminente quella papale, in particolare quella avignonese, vero centro di aggregazione e scambio per gli artisti di tutto il continente.
Lo sviluppo territoriale del gotico internazionale nei vari paesi europei generò numerose varianti regionali.

## Francia

### Avignone e Provenza

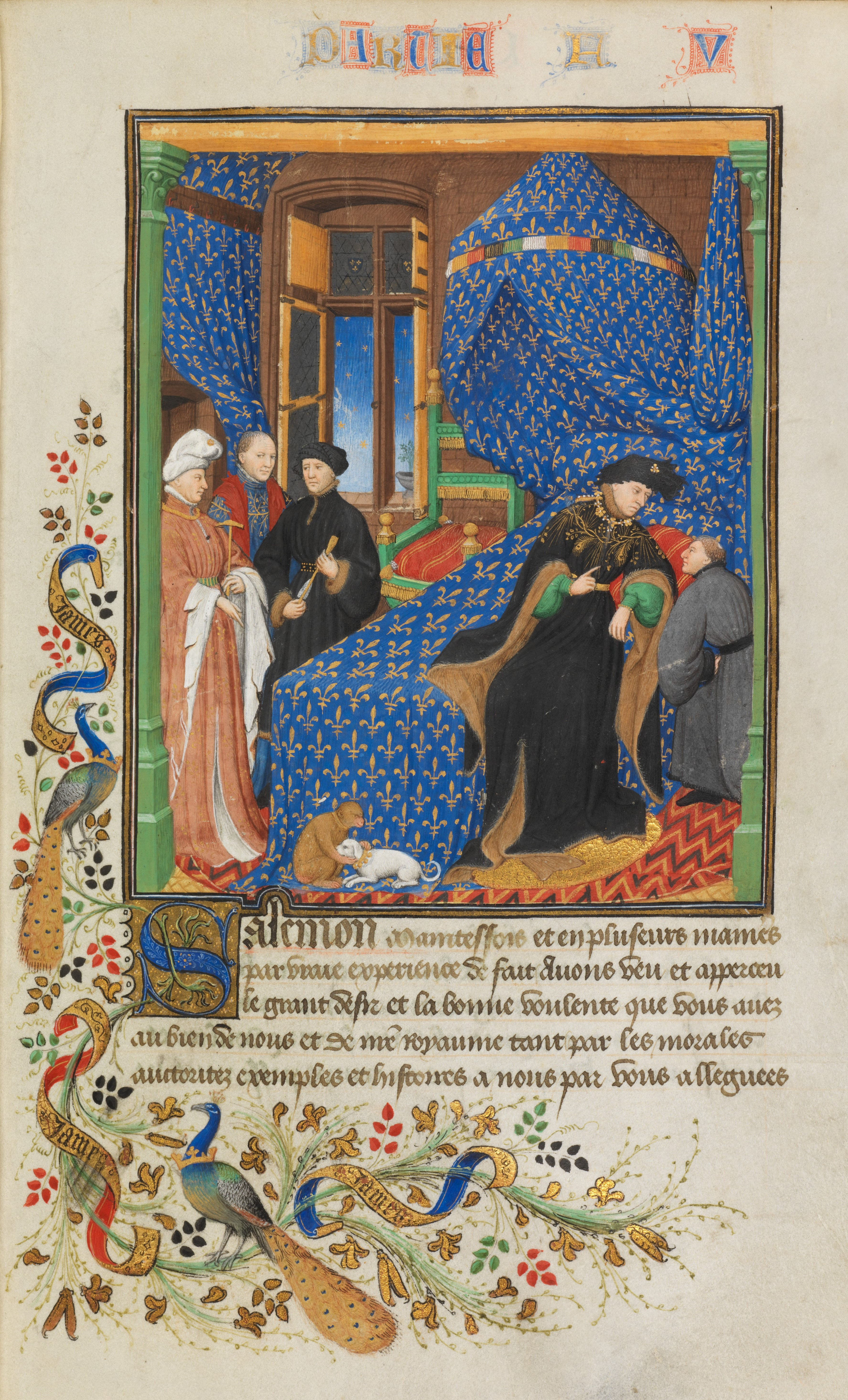
Maestro del Maresciallo Boucicaut, pagina delle Demandes à Charles VI, 1412 circa, Ginevra, Biblioteca di Ginevra

Il centro più vivace della fine del secolo XIV fu sicuramente Avignone, dove alla corte papale soggiornavano artisti da tutta Europa (e con essi gli ambasciatori, i mercanti, i banchieri, i pellegrini), che diffusero un'inesauribile fonte di modelli. L'assenza di una radicata tradizione artistica locale antecedente fece sì che gli artisti lavorassero privi di condizionamenti e in ambiente di reciproci scambi culturali. La scuola pittorica locale era caratterizzata da un'audacia spaziale, da dettagli naturalistici e da una convivenza in equilibrio tra realismo (soprattutto nelle fisionomie) e astrazione raffinata.
Col ritorno del papa a Roma non si arrestò del tutto la produzione artistica, ma divenne meno ricca e meno audace. Le pitture pervenuteci sono scarse, ma restano notevoli esempi di scultura funeraria, come il monumento funebre al cardinale La Grange (1403) nella chiesa di San Marziale, esemplare del ricorrere di temi macabri. Sulla lastra anteriore il corpo del defunto viene rappresentato in avanzato stato di decomposizione, ma ancora più sorprendenti erano le perdute sette teste di rappresentanti dei più alti gradi sociali in vari stadi di putrefazione: si tratta di una delle prime rappresentazioni del genere, che avevano come retaggio le iconografie trecentesche dei trionfi della morte, dell'incontro dei tre vivi con i tre morti e delle danze macabre.
Se la produzione originale andava affievolendosi, la città restò a lungo una miniera di modelli, che si diffondevano in tutta Europa tramite i taccuini di schizzi e disegni copiati e acquistati dalle botteghe artigiane nelle città. Nella seconda metà del XV secolo la produzione artistica, favorita dalle vie di comunicazione con la Borgogna, si orientò verso opere di matrice fiamminga. Tra gli artisti più rappresentativi di questa stagione ci furono il Maestro dell'Annunciazione di Aix-in-Provence, identificato come Barthélemy d'Eyck, ed Enguerrand Charonton.

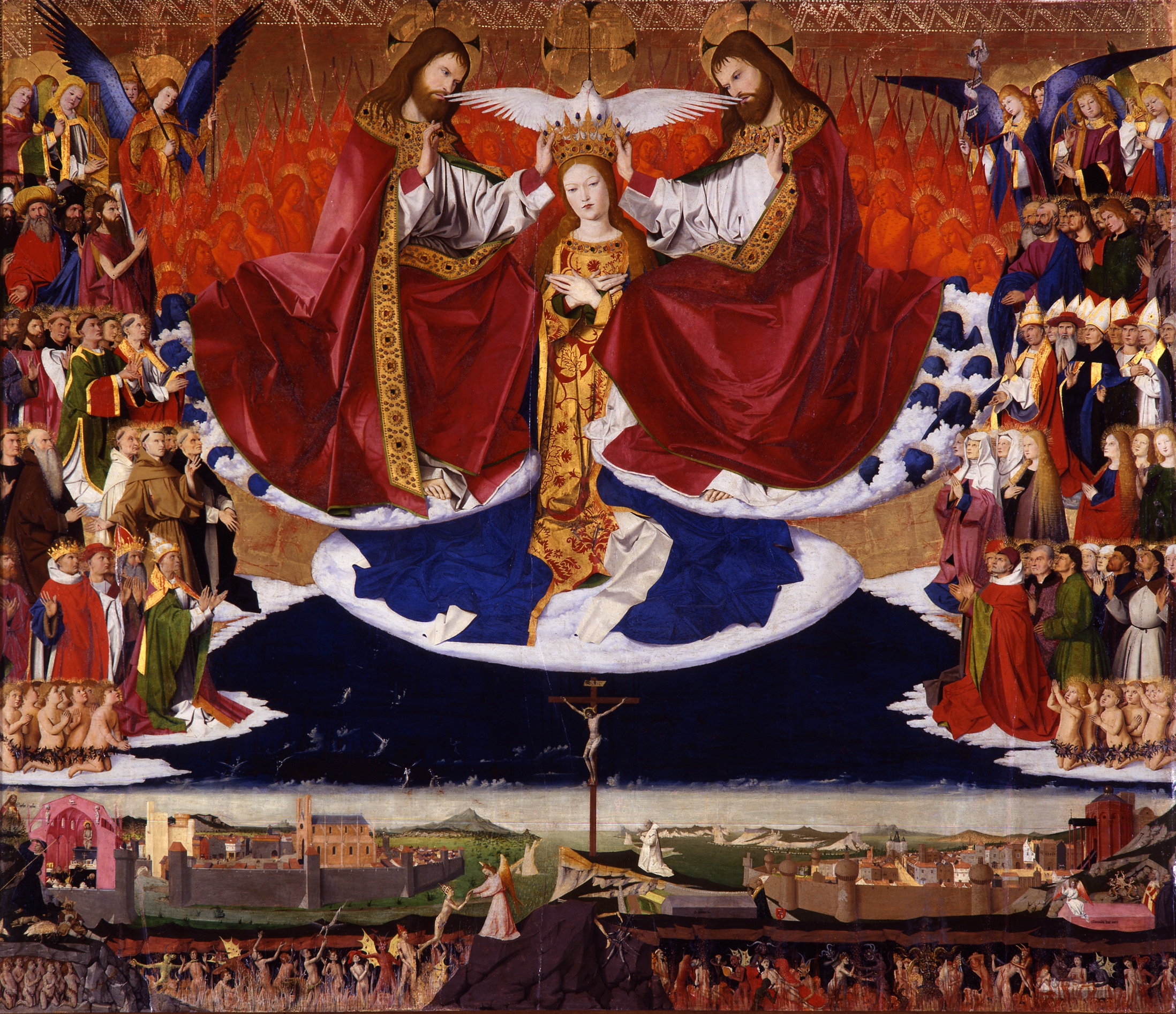
Enguerrand Charonton, Incoronazione della Vergine (1453-1454), Musée de la Chartreuse, Villeneuve-lès-Avignon
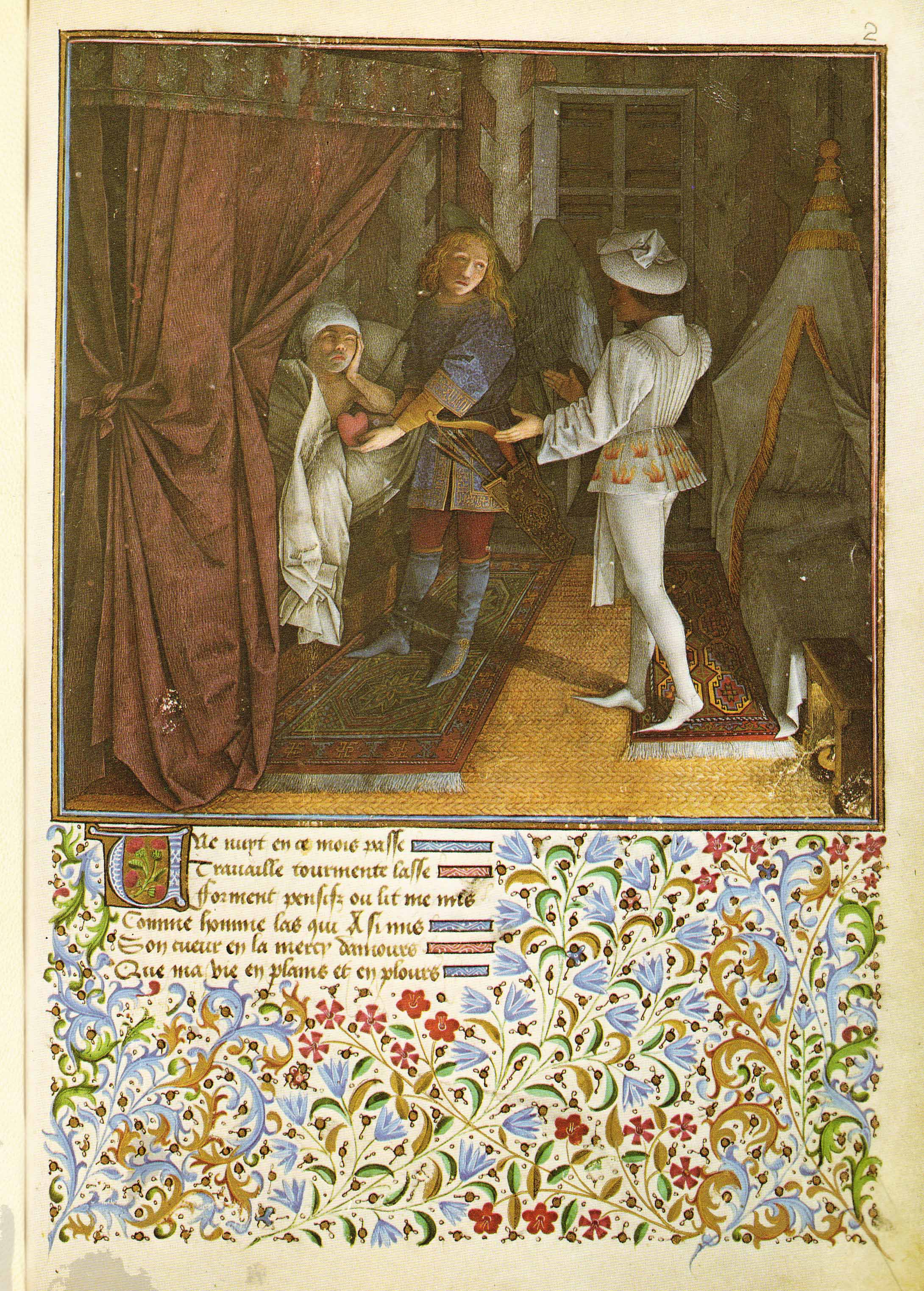
Barthelemy d'Eyck (attribuzione incerta), Le Livre du cœur d'amour épris, 1450 circa, Österreichische Nationalbibliothek, Vienna

### Parigi

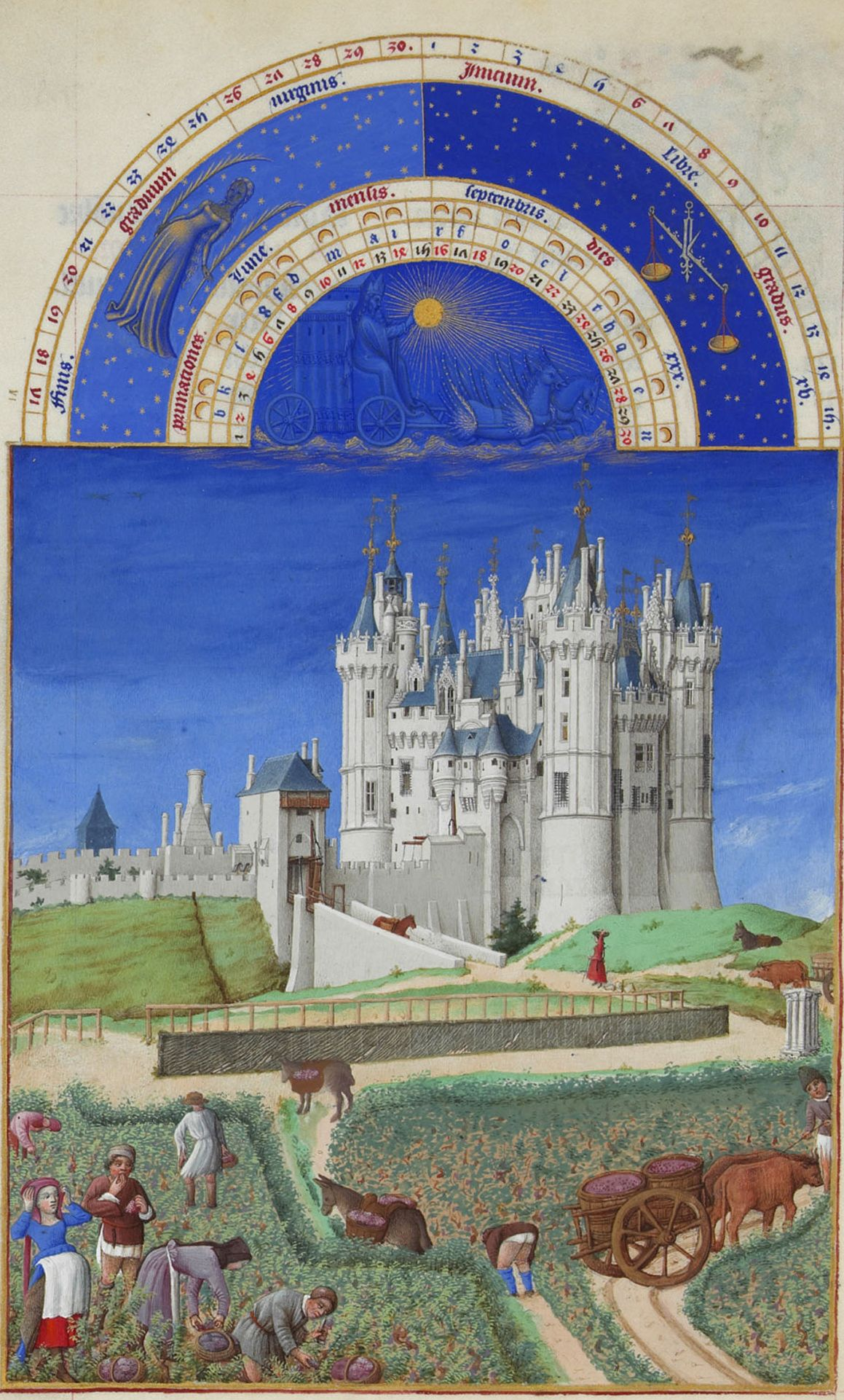
Très riches heures du Duc de Berry, Settembre

Grande forza di irradiamento artistico ebbero gli atelier di miniatori delle corti francesi, di Parigi e delle corti collegate di Bourges e Digione, dove confluivano, lavorando spesso gomito a gomito, artisti di varie provenienze, tra i quali emergevano i fiamminghi e gli italiani. Il punto di partenza è ravvisabile nelle opere di Jean Pucelle che nella prima metà del XIV secolo fondeva la tradizione lineare francese con la nuova rappresentazione toscana dello spazio. Su queste premesse si innestarono le tavole dipinte da Melchior Broederlam a Digione per la certosa di Champmol, con ampie desunzioni avignonesi e senesi, e le miniature di Jacquemart de Hesdin. Di autore ignoto è il Paramento di Narbona, un telo di seta dipinto a grisaille nel 1375, destinato a paramento d'altare, con scene della passione di Cristo, ugualmente collegato alle esperienze derivate da Pucelle. Tra i maestri più importanti spiccano il Maestro del Maresciallo Boucicaut (forse Jacques Coene, direttore del cantiere per il Duomo di Milano nel primo decennio del Quattrocento), che elaborò soluzioni espressive avanzate, migliorando la gamma di colori disponibili e rendendoli più brillanti, trasparenti e precisi nel rappresentare i dettagli, tramite la scoperta di nuove sostanze agglutinanti. Fu tra i primi ad usare i cieli di tinte più schiarite all'orizzonte. In opere come le miniature della Demandes à Charles VI spicca, oltre alla precisione ottica nel riprodurre la realtà (le venature del legno, le decorazioni nei pavimenti...) e le fisionomie, una nuova prospettiva spaziale che anticipa gli sviluppi successivi della pittura fiamminga: miniature come l'episodio di Pierre Salomon in conversazione con il re sono delimitate ai lati da due colonnine e un architrave, come se si trattasse di una finestra illusionisticamente aperta sull'episodio, che "buca" la pagina (infatti gli oggetti e i personaggi sono spesso tagliati in parte fuori dalla rappresentazione).

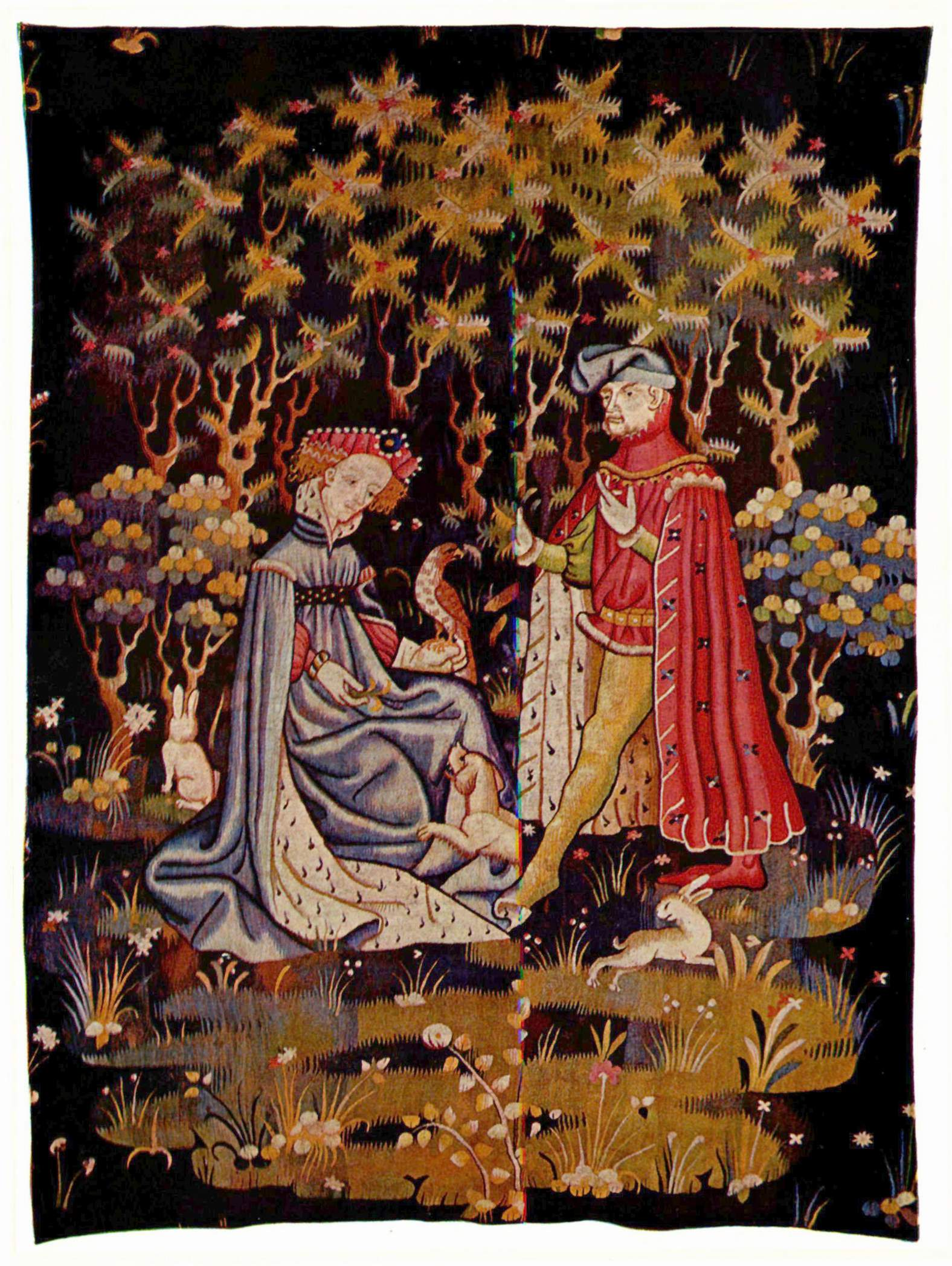
Arazzo di Arras, 1410 circa

I tre fratelli Limbourg, originari della Gheldria, furono attivi nello stesso periodo. Dopo essere stati a servizio di Filippo l'Ardito nel 1404, passarono sotto il duca Jean de Berry, uomo dai molteplici interessi alla cui corte vivevano molti artisti, musicisti e scrittori, creando uno degli ambienti più vivaci d'Europa. I Fratelli poterono qui mettere a frutto l'esperienza acquisita, sviluppando ulteriormente i traguardi degli altri maestri. Nel loro capolavoro, le Très riches heures du Duc de Berry, crearono, tra le altre, le miniature dei dodici mesi dell'anno, raffigurando in ciascuna dei magnifici paesaggi con una dilatazione spaziale mai vista prima, grazie anche all'uso di linee di forza diagonali e di delicate sfumature atmosferiche di profondità. Anche qui la cura dei dettagli è altissima, e tutta la rappresentazione è unificata da alcuni elementi stilistici comuni: le proporzioni esili, i contorni dalle linee sinuose e ritmate, i colori tenui e raffinati. Tantissimi i virtuosismi, nella resa dei materiali o nei più suggestivi effetti di luce.
Importante fu anche la manifattura parigina di arazzi (ad Arras), sebbene sempre più scalzata dalla concorrenza fiamminga. Anche in questa forma d'arte i temi privilegiati erano quelli legati al mondo cortese e fiabesco. Degli ultimi decenni del XIV secolo è l'Apocalisse di Angers, una serie di sette arazzi realizzata da Hennequin de Bruges e dall'arazziere Nicolas Bataille per il castello di Luigi I d'Angiò.
Nella seconda metà del XV secolo l'ambiente parigino fu dominato dalla figura di Jean Fouquet, che aveva compiuto un lungo viaggio in Italia venendo in contatto con gli artisti prospettici (Angelico, Veneziano, Piero della Francesca). Nelle sue miniature seppe fondere l'eredità gotica con un nuovo linguaggio ispirato all'Umanesimo.

### Borgogna

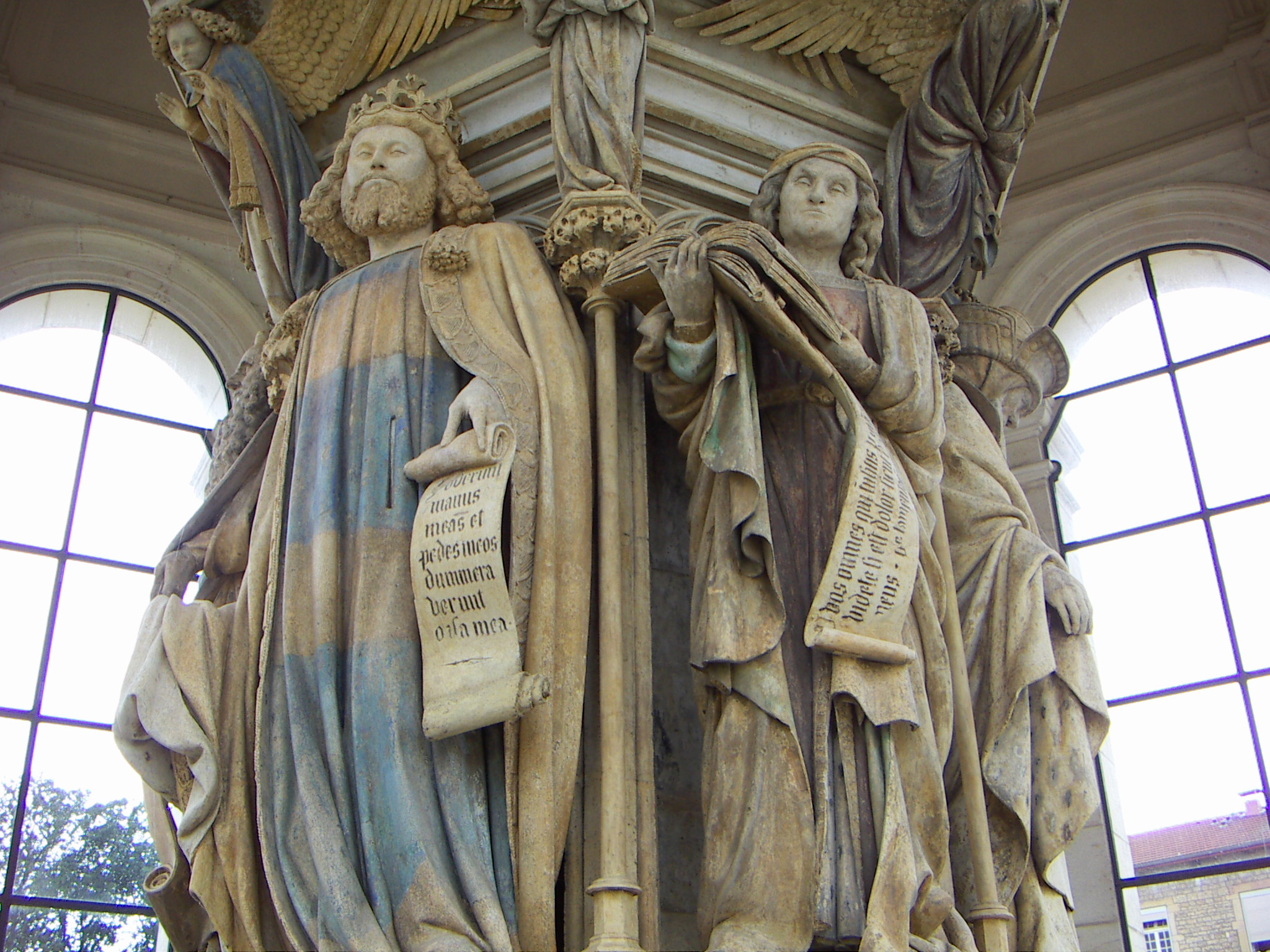
Claus Sluter, Pozzo dei Profeti (1395), Certosa di Champmol (Digione)

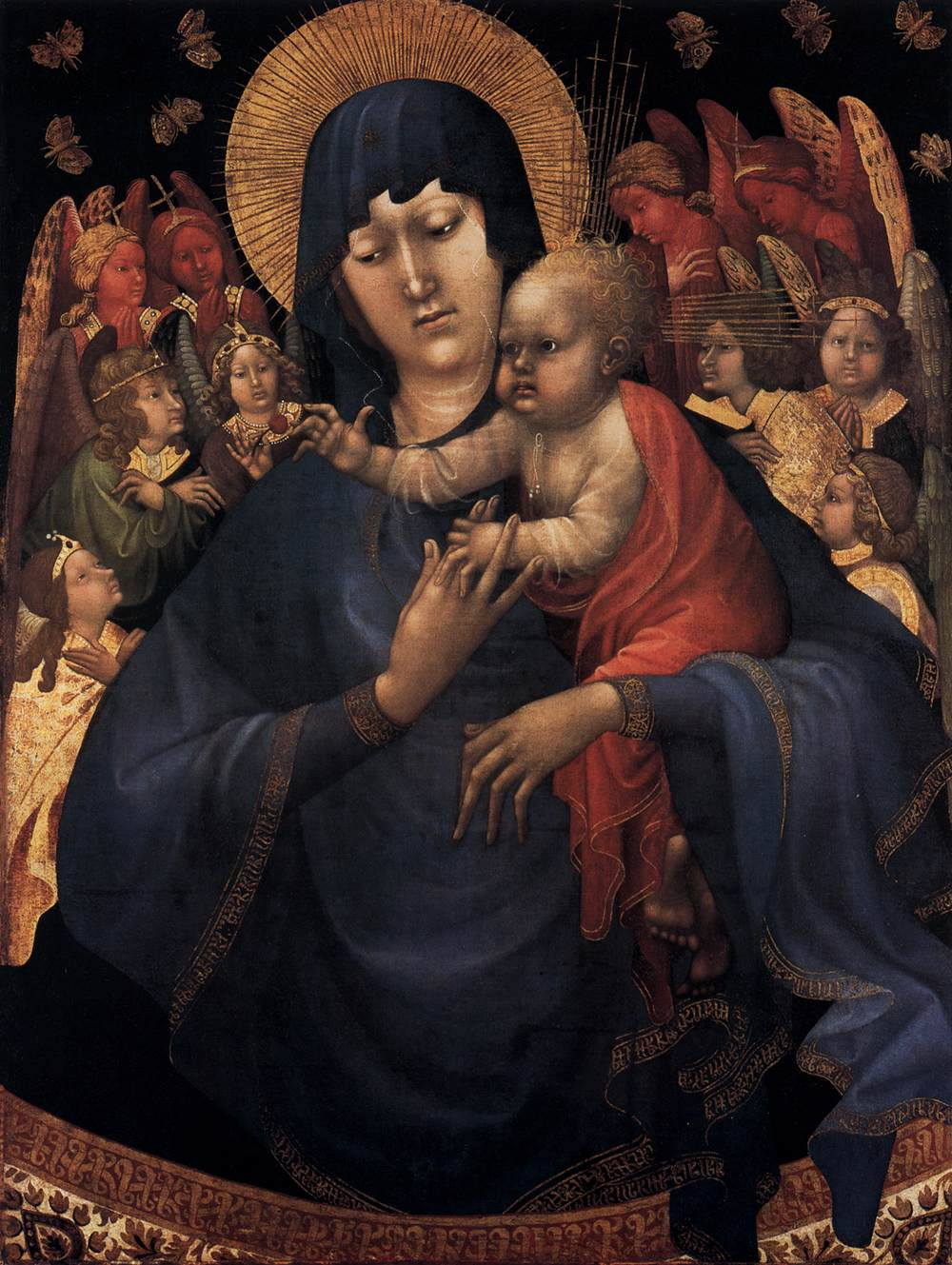
Jean Malouel, Madonna delle farfalle (1410 circa), Staatliche Museen, Berlino

In Francia comunque la produzione artistica di questo periodo non può svincolarsi dalle questioni di prestigio politico, legate alle rivendicazioni dinastiche dei duchi di Berry e di Borgogna.
In Borgogna, sotto Filippo l'Ardito, si sviluppò una scultura caratterizzata da una svolta stilistica, grazie all'opera di Claus Sluter. Il gusto compiaciuto verso gli oggetti preziosi e cesellati venne scosso da nuove opere più monumentali e drammatiche, ispirate a un gigantismo inedito, che pose le basi per una decisiva svolta nella cultura figurativa europea.
Le monumentali figure immobili colpiscono adesso per il semplice volume, sebbene ancora impreziosito da potenti effetti di chiaroscuro e dalla minuziosa resa dei dettagli. Un capolavoro di questo nuovo approccio è per esempio il Pozzo dei Profeti (1395) di Claus Sluter nella Certosa di Champmol, frammento di una complessa Crocefissione gravemente danneggiata nel corso della Rivoluzione Francese, dove le possenti figure (soprattutto i sei profeti) sono caratterizzate da un saldo volume plastico e da una notevole individuazione psicologica. Gli effetti di chiaroscuro sono potenti e notevole è l'attenzione agli aspetti reali, anche dismessi, come le pesanti cinghie in cuoio che stringono i panni lanosi, oppure le vene palpitanti sulle fronti calve.
In pittura si registrano molteplici influenze, come nel caso di Jean Malouel (lo zio dei fratelli Limbourg), pittore di corte dal 1396. Le sue opere riecheggiano nel modellato dei volti e delle mani la scuola italiana e nella monumentalità delle figure l'opera di Sluter (fu Malouel infatti a curare la doratura e la policromia della statue di Champmol). Dopo la sua morte prese il suo posto Henri Bellechose, che fu più fedele alla tradizione locale, abbondando nelle dorature, nella rappresentazione di stoffe preziose e nei particolari tratti dalla tradizione tardogotica francese. Nonostante rimase pittore di corte dal 1415 al 1445, dopo un inizio molto promettente, ricevette sempre meno commissioni ducali.
Con Filippo il Buono il ducato si estese fino a comprendere le Fiandre, l'Artois, il Brabante, l'Hainaut, il Limburgo, l'Olanda e la Zelanda. In quel periodo le influenze artistici si ampliarono, con apporti soprattutto fiamminghi.
Da tutti questi elementi (nuova spazialità delle miniature parigine, eleganza e fisicità delle sculture di Sluter, ecc.), si sviluppò in seguito la scuola fiamminga, con il suo originale spirito di attenzione al realismo.

## Inghilterra
In Inghilterra le arti al tempo di Riccardo II erano influenzate soprattutto dalla Francia e dalla Boemia, tramite gli artisti venuti alla corte con sua moglie Anna, come dimostrano le poche testimonianze superstiti, a causa dell'iconoclastia puritana che seguì l'esecuzione di Carlo I. Il migliore esempio è forse il Dittico Wilton della National Gallery di Londra, dove una serie di temi politici e dinastici sono sottintesi dalla raffigurazione sacra, il cui stile elegante ricorda le analoghe produzioni delle corti francesi.

## Fiandre

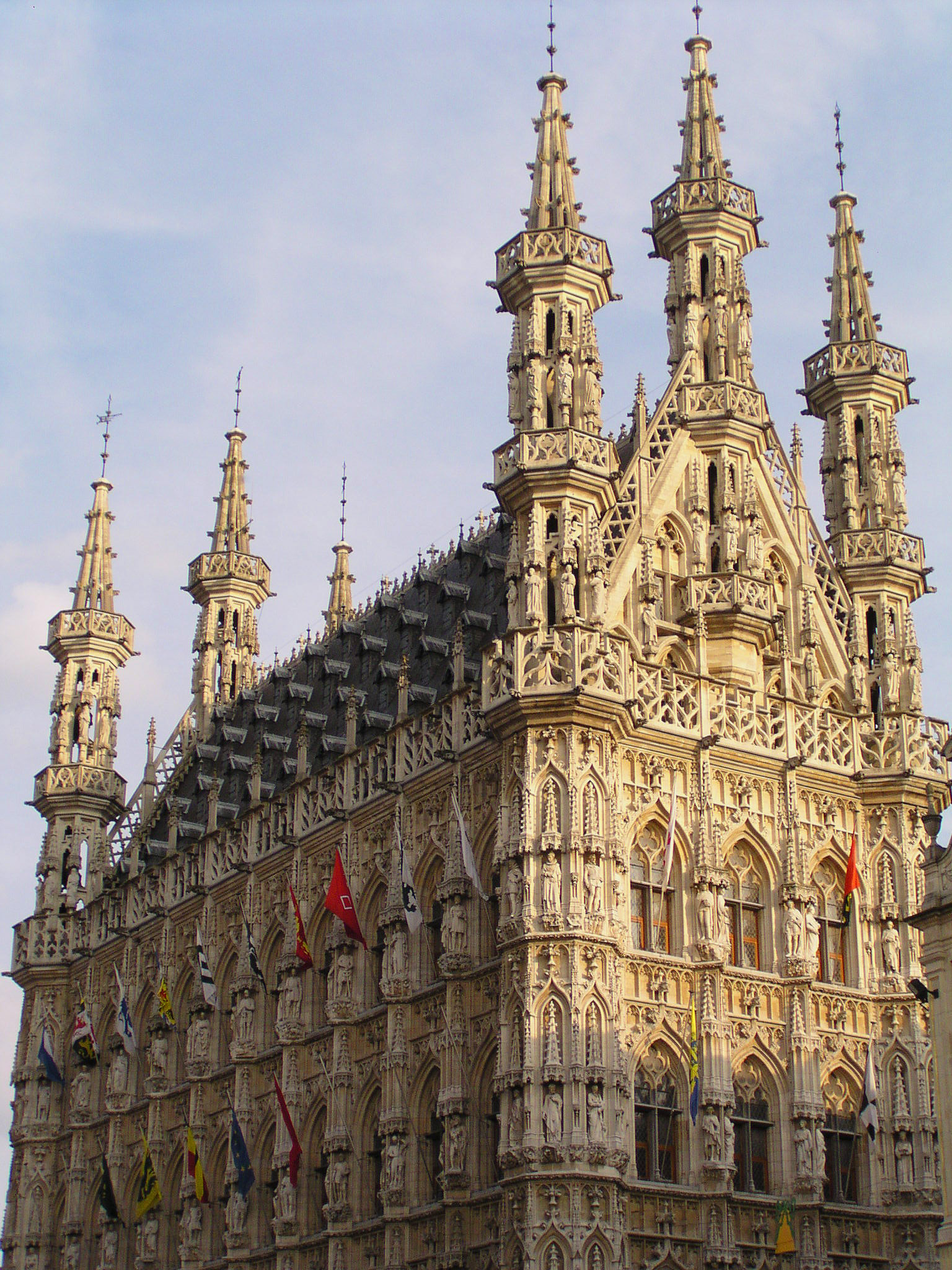
Il Municipio di Lovanio (1448-1469)

La Fiandre, assoggettate fino al 1477 al ducato di Borgogna, godettero di uno sviluppo economico senza pari, con una borghesia cosmopolita, ricca e colta che per la prima volta acquistava un'importanza pienamente paragonabile a quella del ceto aristocratico.
Ciò permise un prematuro superamento degli stilemi gotici, dando origine al Rinascimento fiammingo, che sul piano culturale contende a Firenze il primato europeo. Lo stile gotico rimase in voga più a lungo per quanto riguarda la scultura, l'intaglio e, soprattutto, l'architettura, come testimonia lo stile "brabantino". Gli edifici vengono arricchiti di torri altissime, con una prevalenza di finestre sulle pareti in muratura. Tra le migliori realizzazioni il Municipio di Bruxelles (iniziato nel 1402) e di Lovanio, le cattedrali di Anversa e di Gand, oltre a numerosi edifici di Bruges, la capitale culturale dell'epoca.
La produzione di arazzi ebbe un vertice nella città di Tournai.

## Boemia

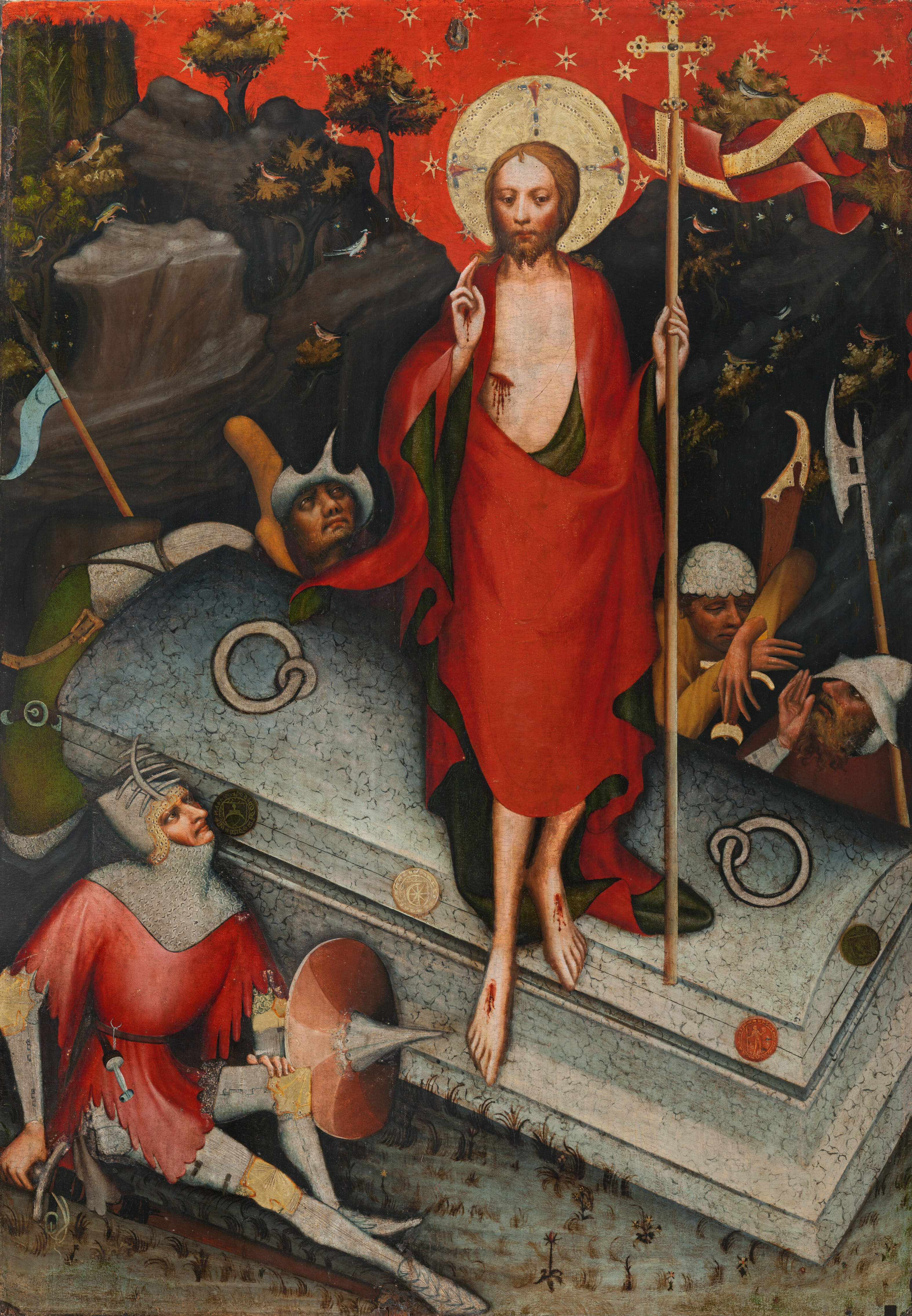
Maestro degli altari di Wittingau, Resurrezione (1380-1390), Národní galerie, Praga

In Boemia all'epoca di Venceslao IV, nonostante le travagliate vicende politiche e religiose, si ebbe l'apice dello Stile dolce. In pittura e scultura esso era caratterizzato da un'attenzione preminente alla linea, con il movimento ritmico delle pieghe nei panneggi, e da un'idealizzazione spirituale e "purificata" delle fisionomie. Frequente è la produzione delle "Belle Madonne", spesso in legno, ispirate a eleganti modelli gotici francesi ma improntate a una maggiore serenità sorridente (come la Madonna di Krumlov). Esse ebbero un'ampia diffusione anche in tutto l'arco alpino orientale, dalla Germania meridionale all'Italia del nord, passando per l'Austria. Importante è il ruolo del panneggio, che compone ampie falcate sinuose, ora morbide e fluide, ora aguzze e schioccanti, tali da creare giochi di chiaroscuro e masse vaporose che finiscono per assorbire la massa dei corpi (come nel San Bartolomeo del Germanisches Nationalmuseum, di un maestro boemo del XV secolo).
In pittura fu tipico l'uso di tinte morbidamente sfumate, che sottolineavano con delicatezza le rotondità delle forme. Accanto a questo stile si sviluppò una corrente soprattutto interessata al grottesco, con forzature della prospettiva e dei colori per scopi espressivi: per esempio nella Resurrezione del Maestro degli altari di Wittingau un Cristo efebico si leva dal sepolcro coperto da una sgargiante veste rossa, mentre i soldati addormentati appaiono in grottesche pose caricaturali attorno al sarcofago scorciato secondo una prospettiva distorta.

## Europa centrosettentrionale

### Città anseatiche

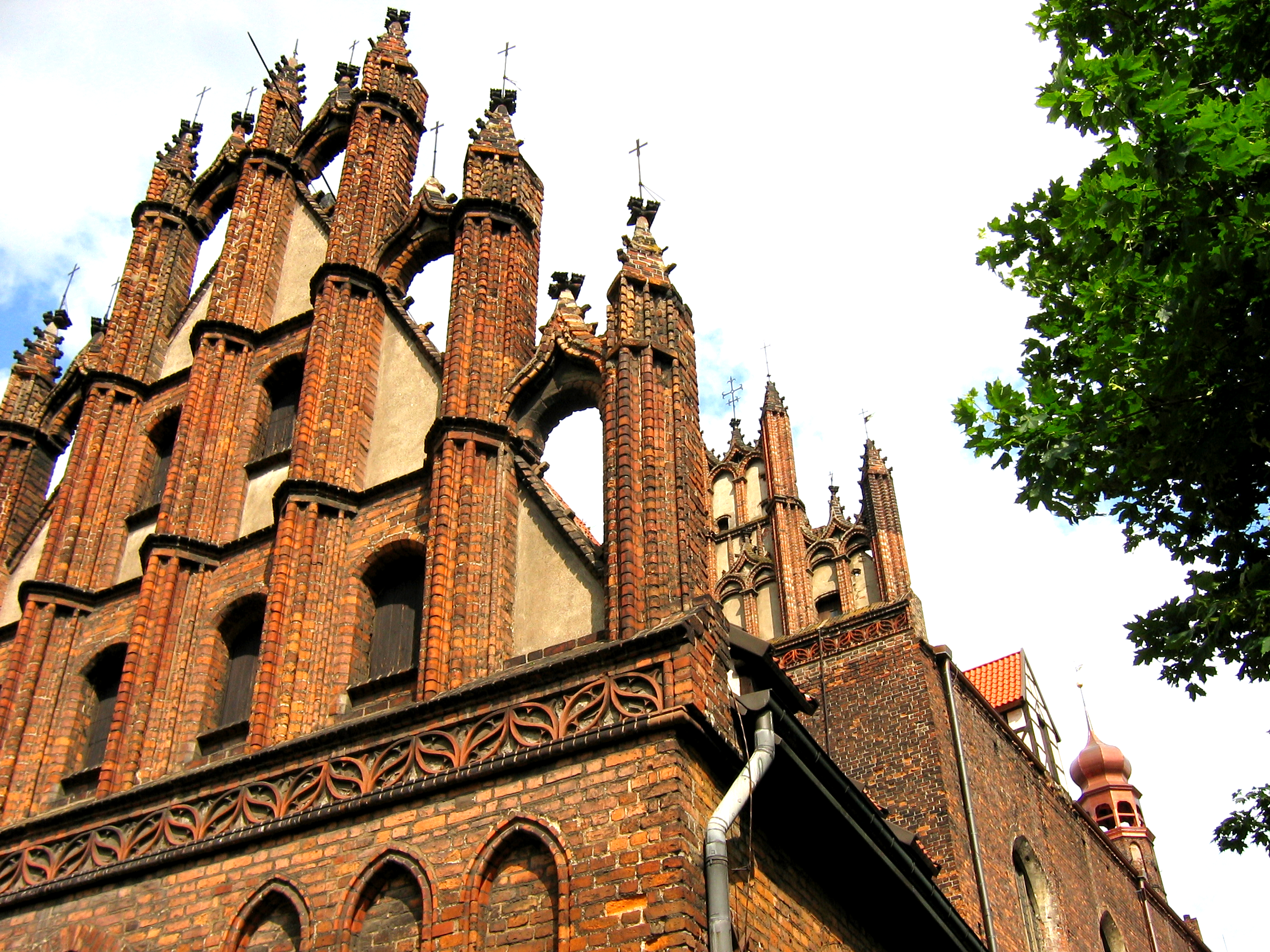
Fronte esterno del transetto della chiesa di Santa Trinita, Danzica, 1450 circa

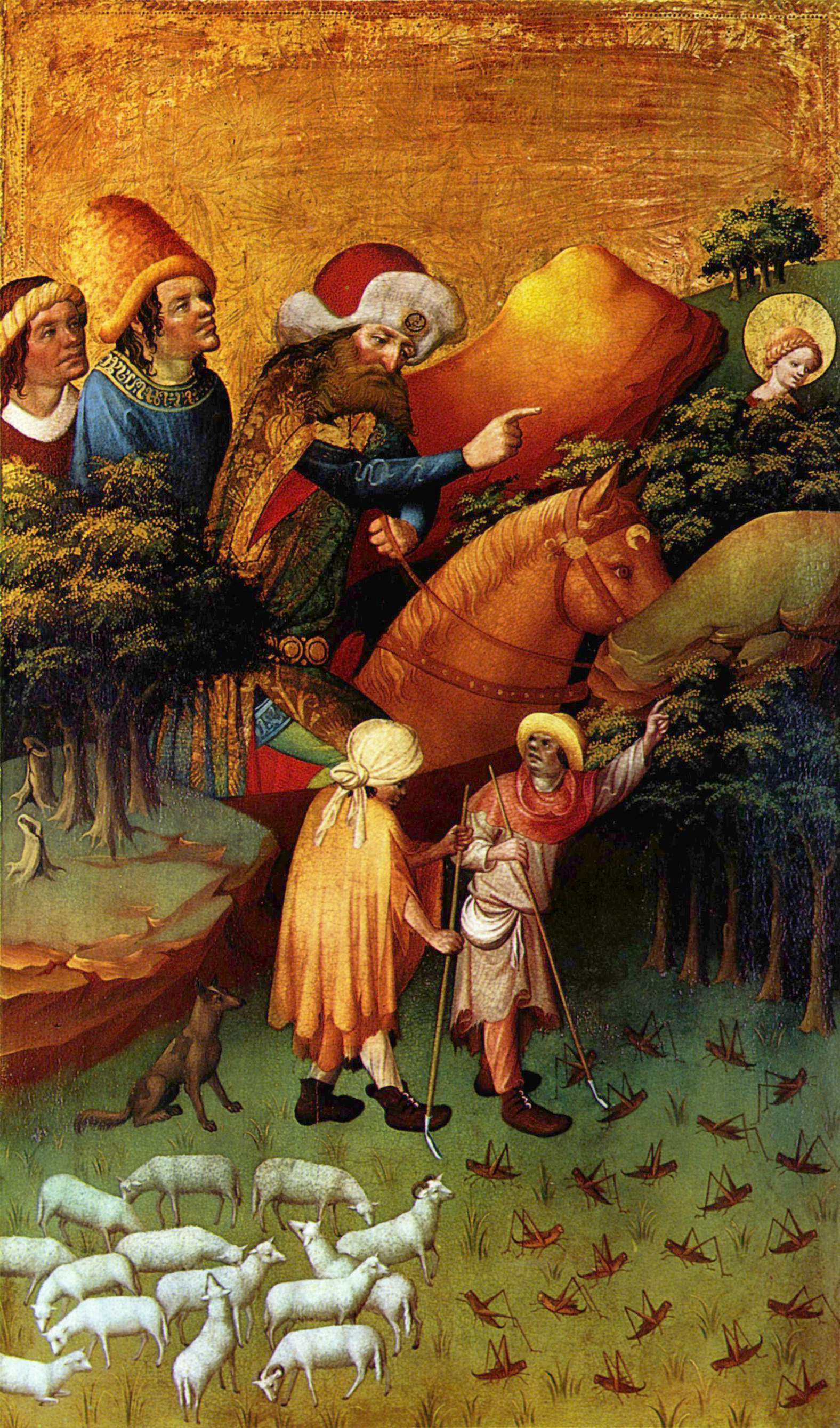
Meister Francke, Polittico di Santa Barbara (pannello), 1415, Museo nazionale della Finlandia, Helsinki

La Germania, a differenza di Francia e Inghilterra, non era una grande monarchia unitaria, ma era segmentata in principati che dipendevano solo nominalmente dal potere centrale imperiale. Tra questi territori spiccavano le città "libere", dotate di particolari concessioni che garantivano privilegi commerciali e un'ampia autonomia amministrativa. Era così nata nel XIV secolo la Lega anseatica, che presto manifestò una cultura artistica e architettonica comune nelle città partecipanti. Il cuore di questi centri (Brema, Lubecca, Rostock, Stralsunda, Danzica, Riga, Tallinn) era la piazza del mercato, dove si affacciava il Municipio che era l'edificio simbolo del prestigio e della ricchezza locale. Nelle vicinanze si trovava poi spesso la cattedrale gotica. L'architettura era caratterizzata da un esterno con mattoni a vista, anche negli edifici privati, mentre l'interno presenta di solito un'intonacatura a calce.
Un grande protagonista, nel quale si riconoscono alcuni dei tratti più tipici del gotico internazionale, fu il Meister Francke (Maestro Franco), che dipinse figure molto originali, con le proporzioni tra figure in primo e in secondo piano rovesciate: si pensi alle famose Storie di santa Barbara dove in una scena dei cavalieri appaiono come giganti oltre la boscaglia mentre i contadini in primo piano sono molto più piccoli. Nella sua arte si trova anche una forte marcature degli elementi più drammatici e truculenti, come nelle figure del Cristo dopo la passione, smagrito, deformato dal dolore e con il realistico sangue che cola ancora dalle ferite, oppure nelle scene di martirio, come quella di Tommaso Becket, dove non sono risparmiati i particolari più macabri, come la ricca veste vescovile macchiata dai fiotti di sangue delle ferite.
Per quanto riguarda la scultura, notevole fu la creazione di altari a scomparti, anche se quello che ci è pervenuto è solo una minima parte della produzione originaria. Tra i migliori maestri ci fu Bernt Notke, autore per esempio del monumentale complesso di San Giorgio, il drago e la Principessa (1489) nella cattedrale di Stoccolma.

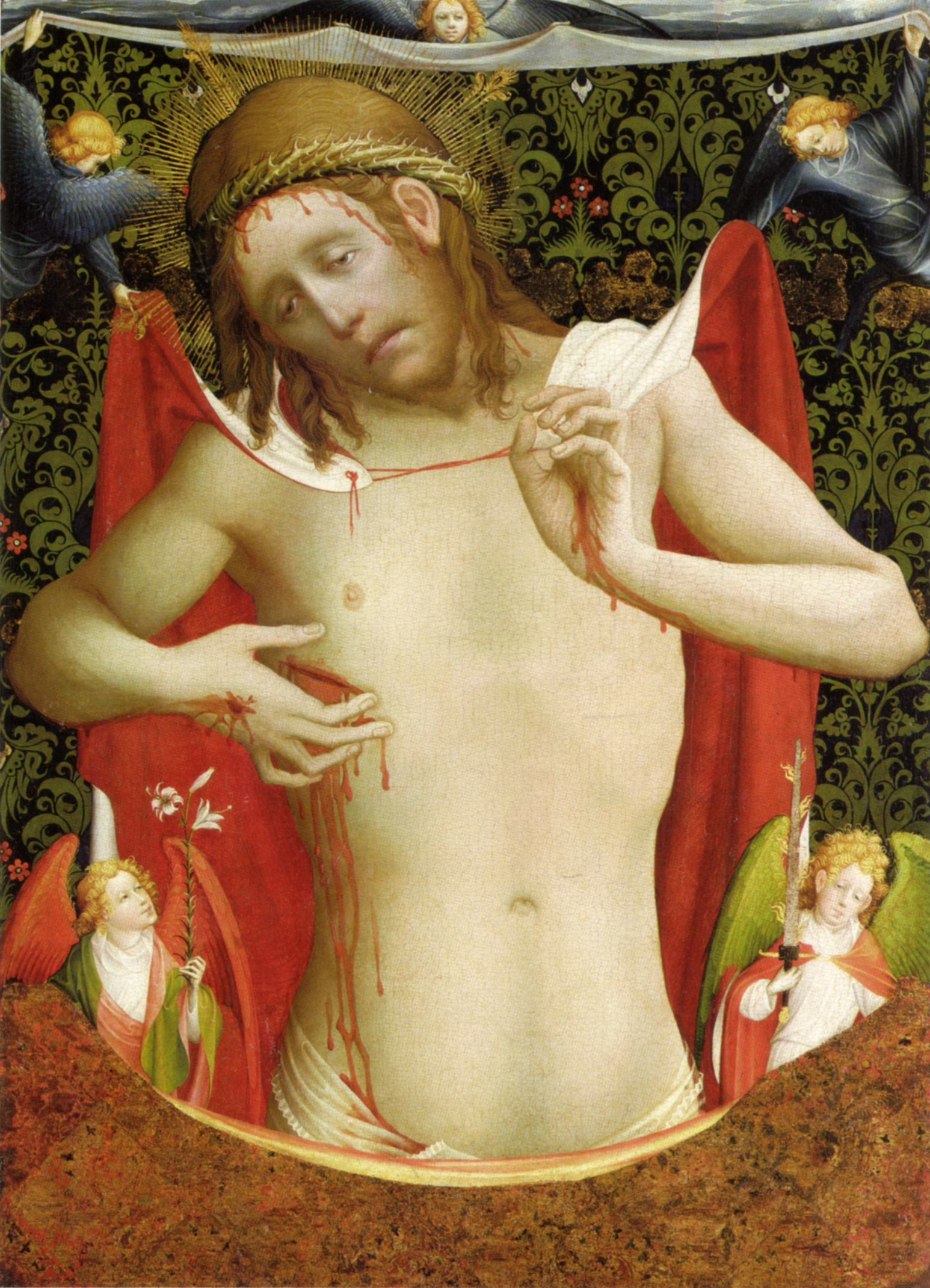
Meister Francke, Cristo dolente, Amburgo
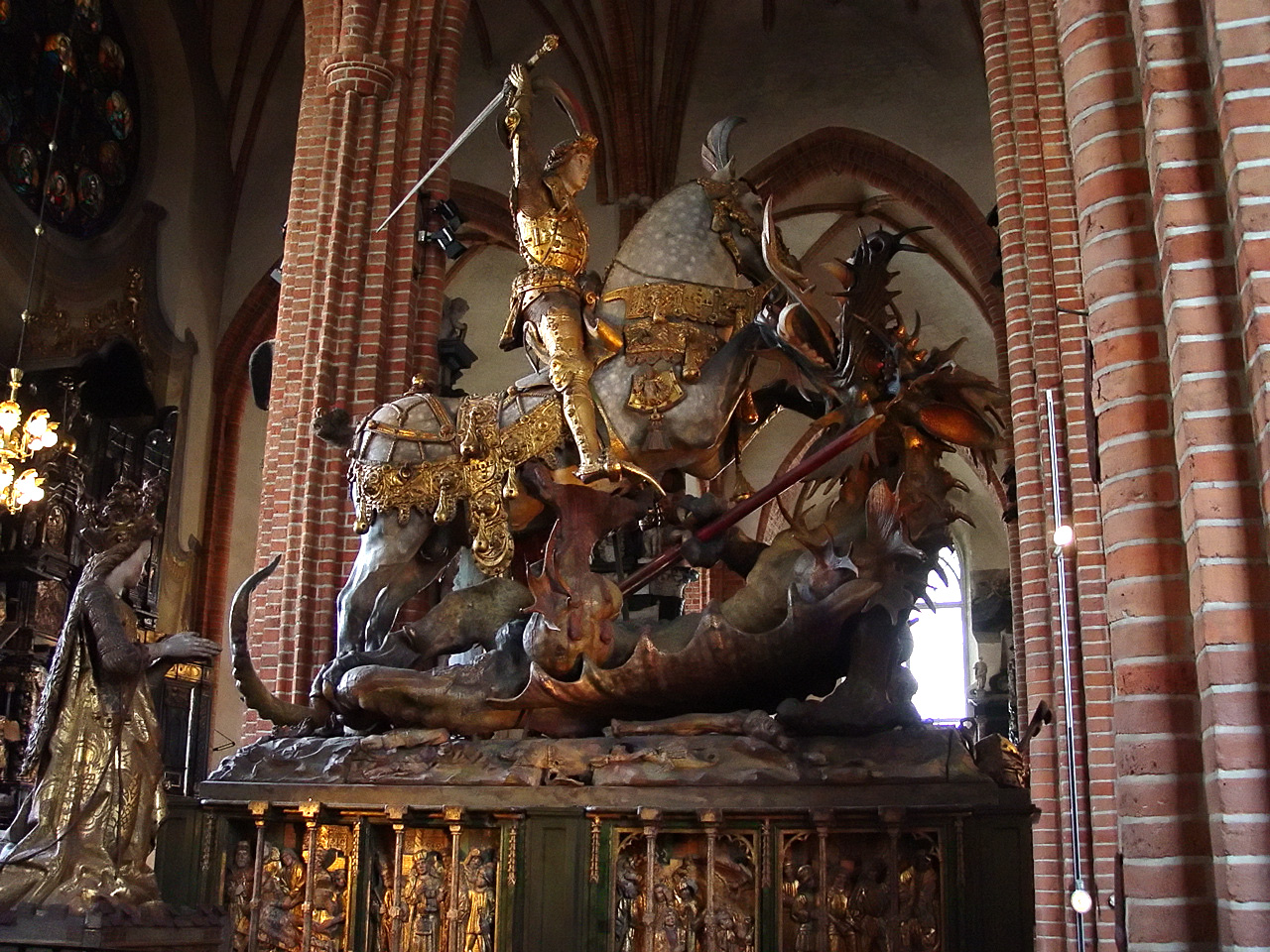
Bernt Notke, San Giorgio, il drago e la principessa, Stoccolma

### Area renana

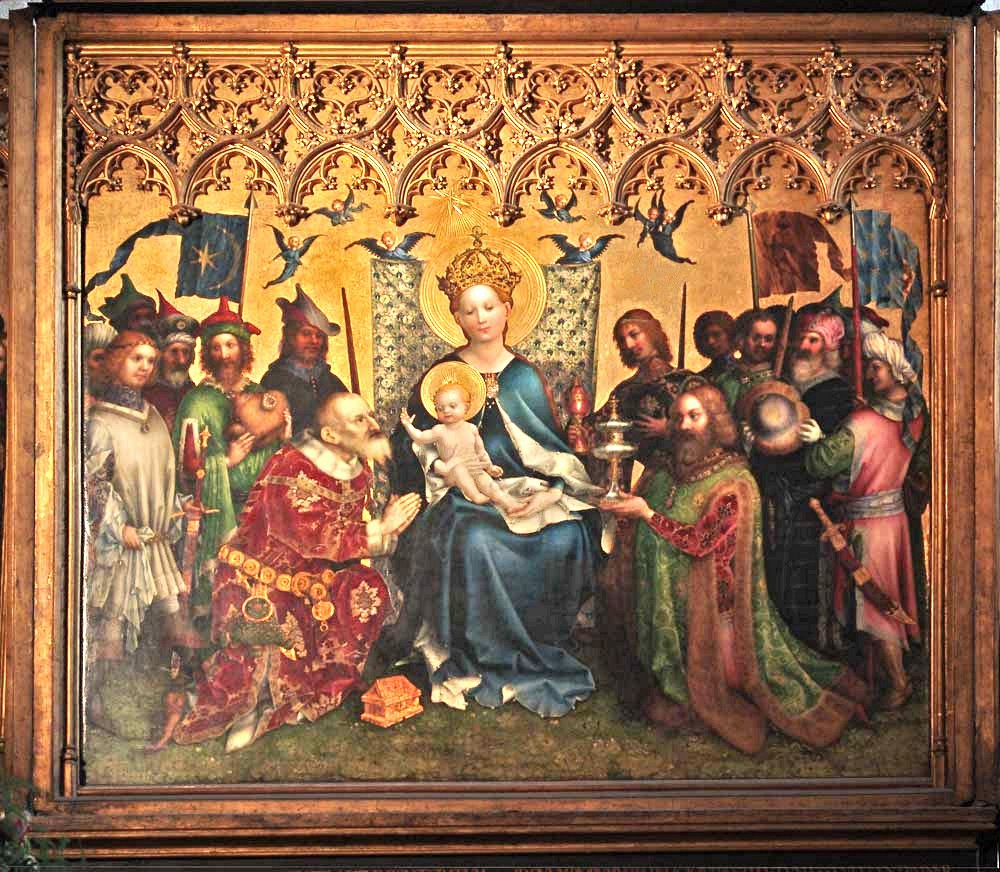
Stephan Lochner, Altare dei Patroni della città, duomo di Colonia (1435-1440)

La zona renana, dal lago di Costanza alla Foresta Nera, conobbe nel corso del Quattrocento una fase di grande dinamismo, come testimoniano i concili di Costanza (1414-1418) e di Basilea (1431-1439).
In campo artistico si sviluppò in questa zona uno stile incantato ed incantevole detto "stile tenero", in contrapposizione con il drammatico ed espressivo stile dell'arte tedesca in generale. Il centro più attivo fu la città di Colonia, dove esisteva una forte e dinamica committenza sia laica che religiosa. Fiorirono la scultura, la pittura, l'oreficeria, la miniatura. Le rappresentazioni erano spesso centrate su figure femminili sinuose ed eleganti, calate in atmosfere fiabesche. Un dipinto emblematico dello sviluppo tardo-gotico tedesco è la Madonna e santi nel giardino del Paradiso, dipinto da un maestro anonimo verso il 1410. In questa raffigurazione i personaggi sono disposti in uno spazio non dominato da un'impostazione logico-geometrica; tutta l'attenzione del pittore è dedicata ai minuziosi dettagli delle specie botaniche, degli strumenti musicali, degli uccelli colorati.
I migliori artisti furono Conrad von Soest e, soprattutto, Stephan Lochner, forse il maggiore pittore tedesco prima di Dürer.
Probabilmente in area renana, o nell'estremo nord della Francia, si trovava la bottega del maestro di Rimini, specializzato nella produzione di sculture in alabastro durante la prima metà del XV secolo, poi esportate in tutta Europa.

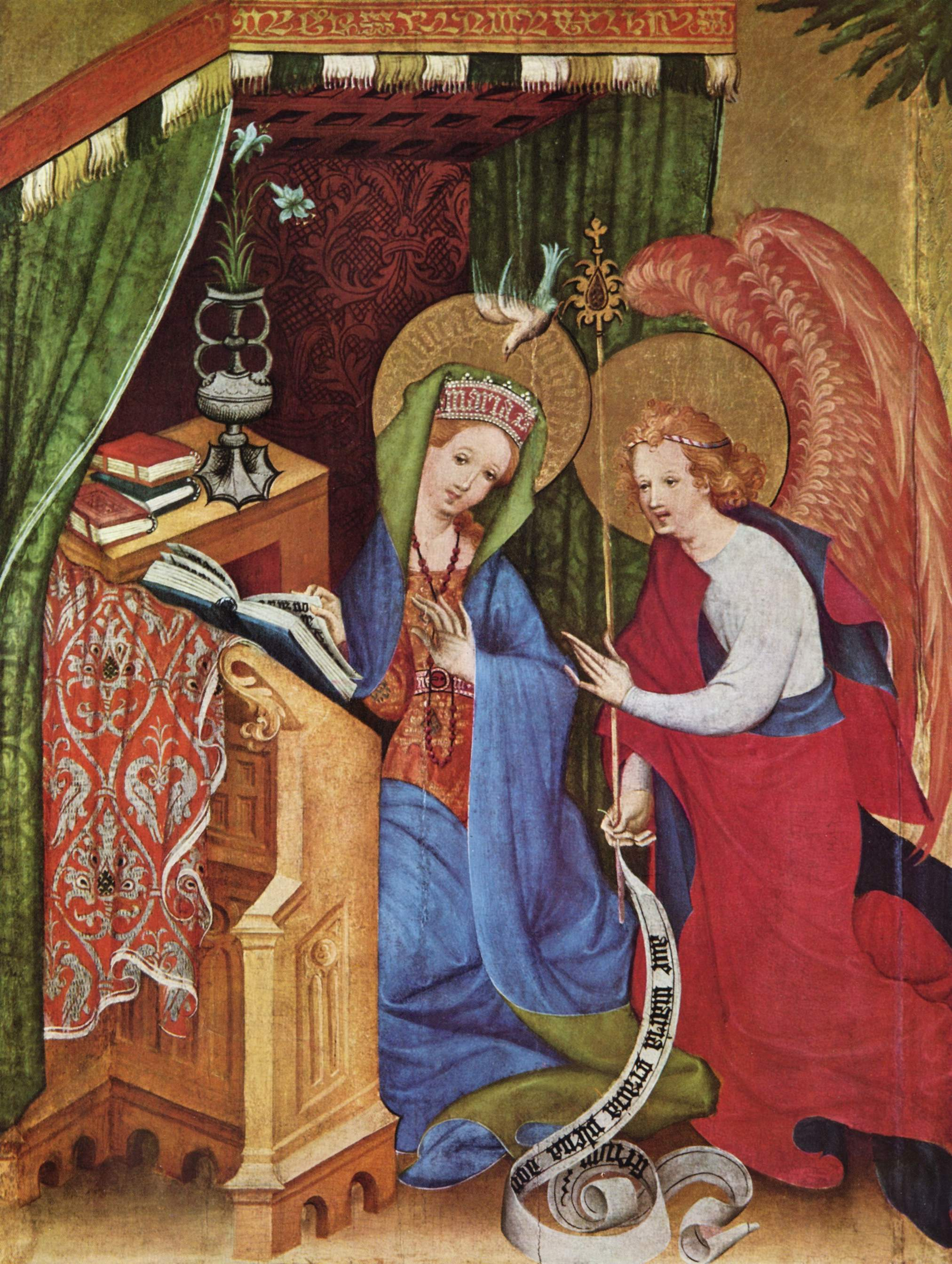
Conrad von Soest, Annunciazione, dall'altare della Passione (1403), chiesa di San Nicola, Bad Wildungen
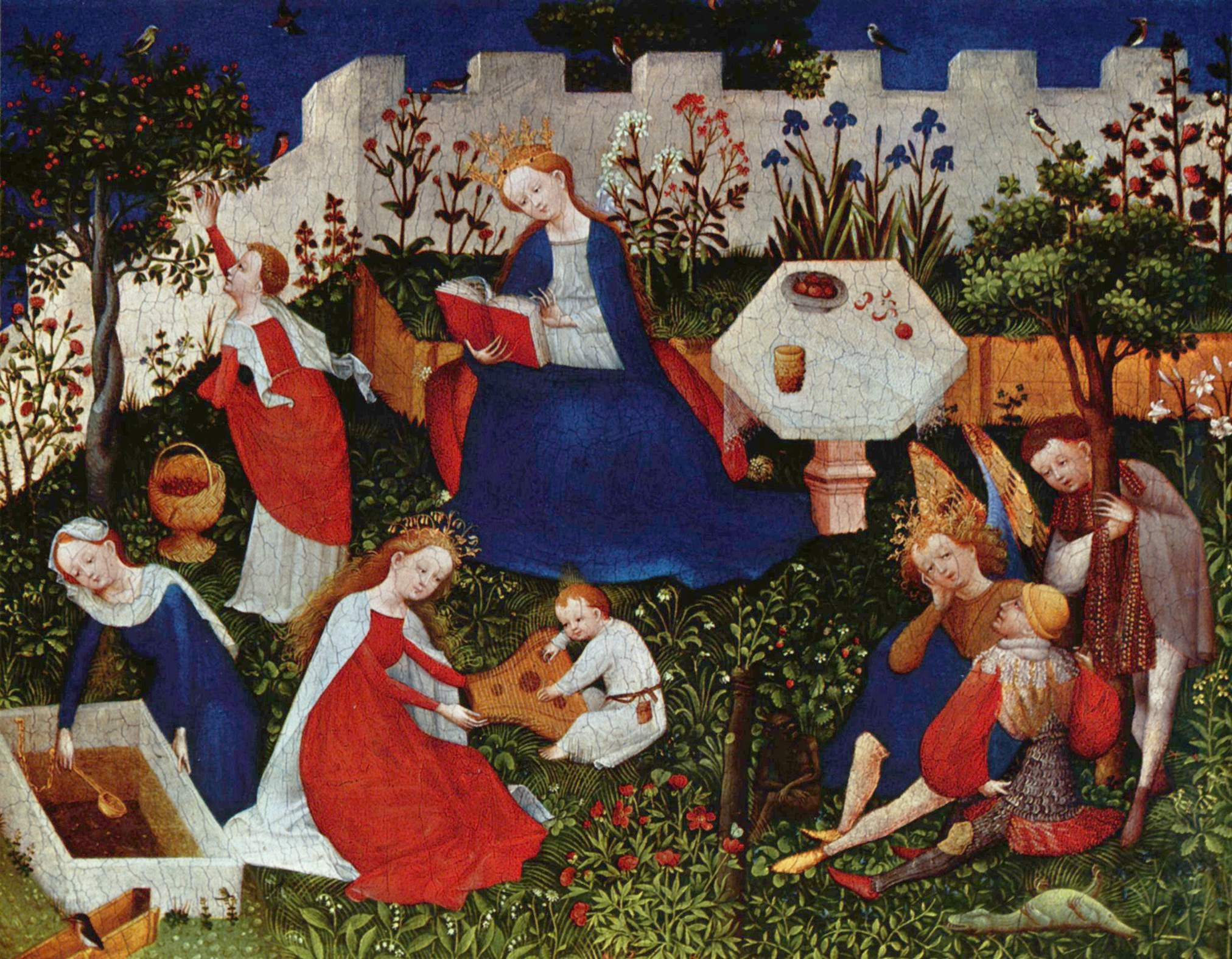
Maestro del Giardinetto, Madonna e santi nel giardino del Paradiso (1410 circa), Städelsches Kunstinstitut, Francoforte sul Meno
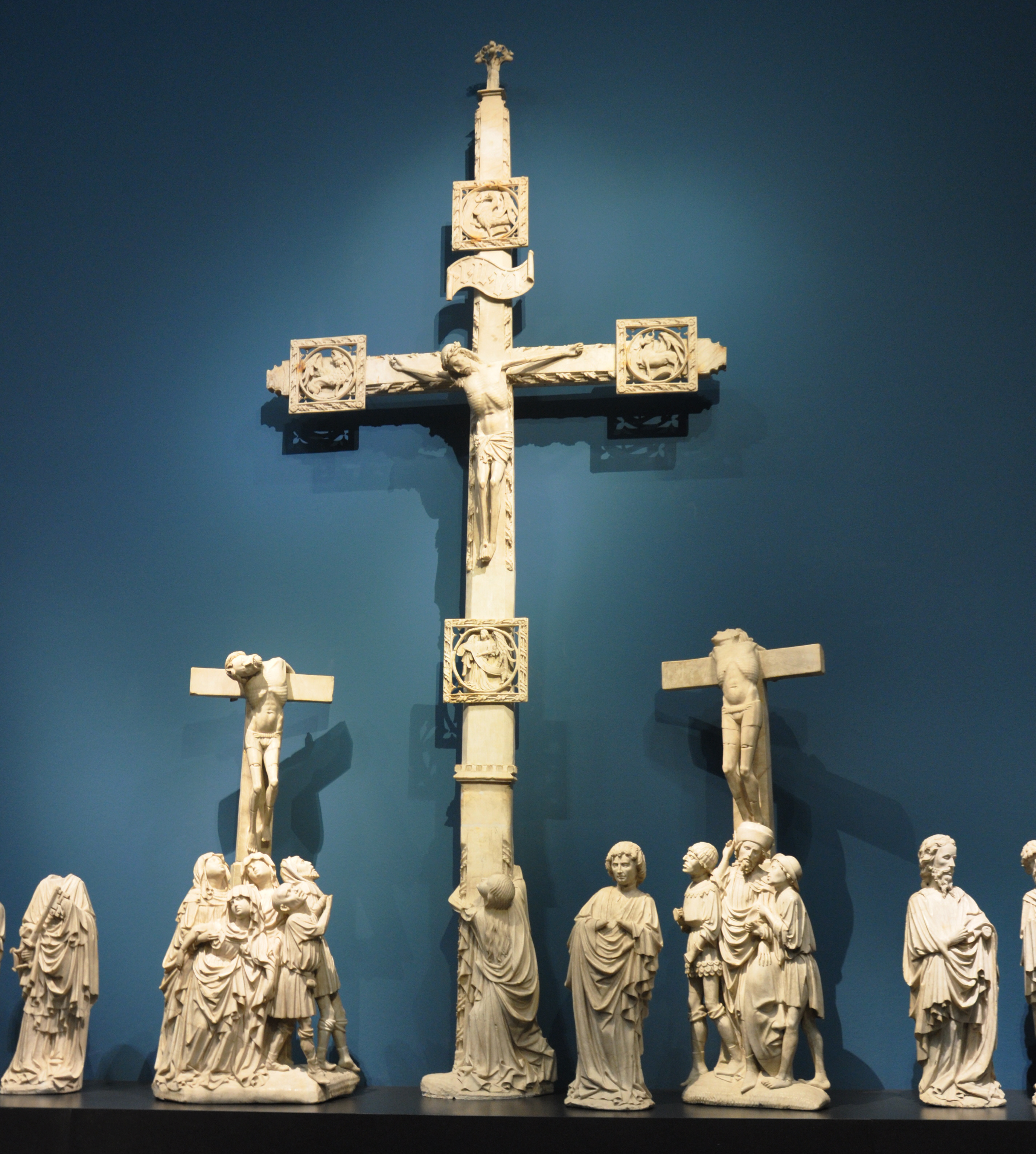
Maestro di Rimini, altare della Crocifissione, dettaglio, 1430 circa, Liebieghaus, Francoforte sul Meno

### Norimberga
Norimberga, grazie alla fiorente lavorazione dei metalli e ai privilegi commerciali, godette di una straordinaria fioritura artistica, che culminò con l'attività di Albrecht Dürer. Ricca di monumenti gotici, in parte cancellati dall'ultimo conflitto, ebbe un ceto di mercanti colti e benestanti, che poterono promuovere una straordinaria produzione di opere d'arte, alcune di straordinario virtuosismo, come la Coppa a forma di città fortificata del Germanisches Nationalmuseum (1495 circa).

### Cracovia

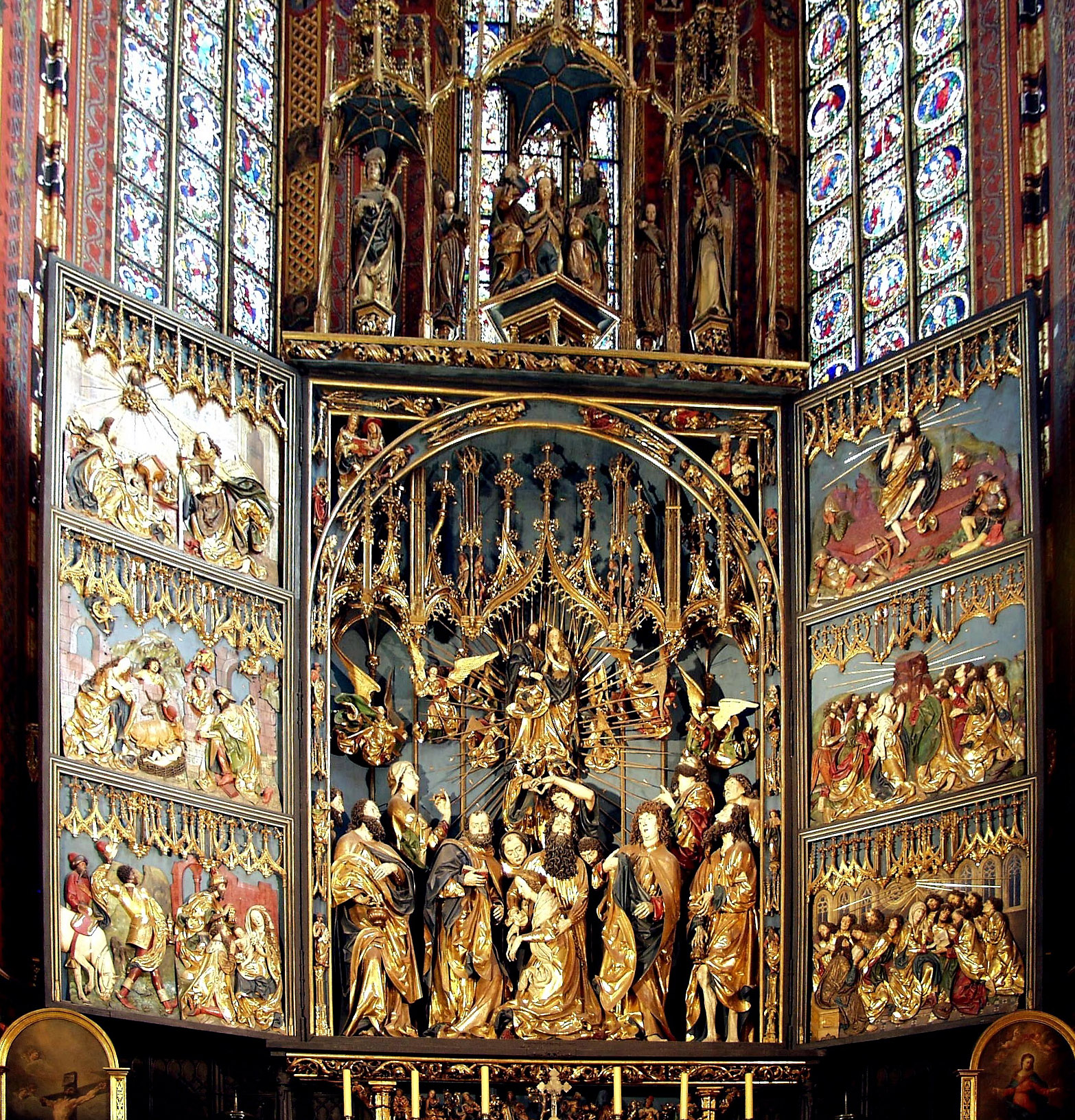
Veit Stoss, Altare della Vergine (1477-1489), chiesa di Santa Maria, Cracovia

Nel XV secolo Cracovia fu capitale del regno degli Jagelloni e luogo d'incontro privilegiato tra il mondo dell'Europa degli stati occidentali e quello slavo. Di quel periodo restano la cattedrale e il Castello Reale, simboli della nazione posti sulla collina di Wawel. Il Mercato dei tessuti è un'enorme struttura gotica, mentre l'Università Jagellonica, fondata nel 1460, divenne un punto di riferimento culturale dell'Europa nord-orientale.
Nella seconda metà del XV secolo la presenza di artisti germanici come Veit Stoss (in polacco Wit Stwosz) da Norimberga garantirono nuovi apporti. Capolavori dell'epoca sono lo spettacolare Altare della morte della Vergine nella Basilica di Santa Maria, o la tomba marmorea di Casimiro IV Jagellone, nella cattedrale del Wawel, che aprì la stagione delle tombe reali di Cracovia. Con l'arrivo di artisti italiani all'inizio del XVI secolo (Francesco Fiorentino e Bartolomeo Berrecci), si diffuse invece lo stile rinascimentale.

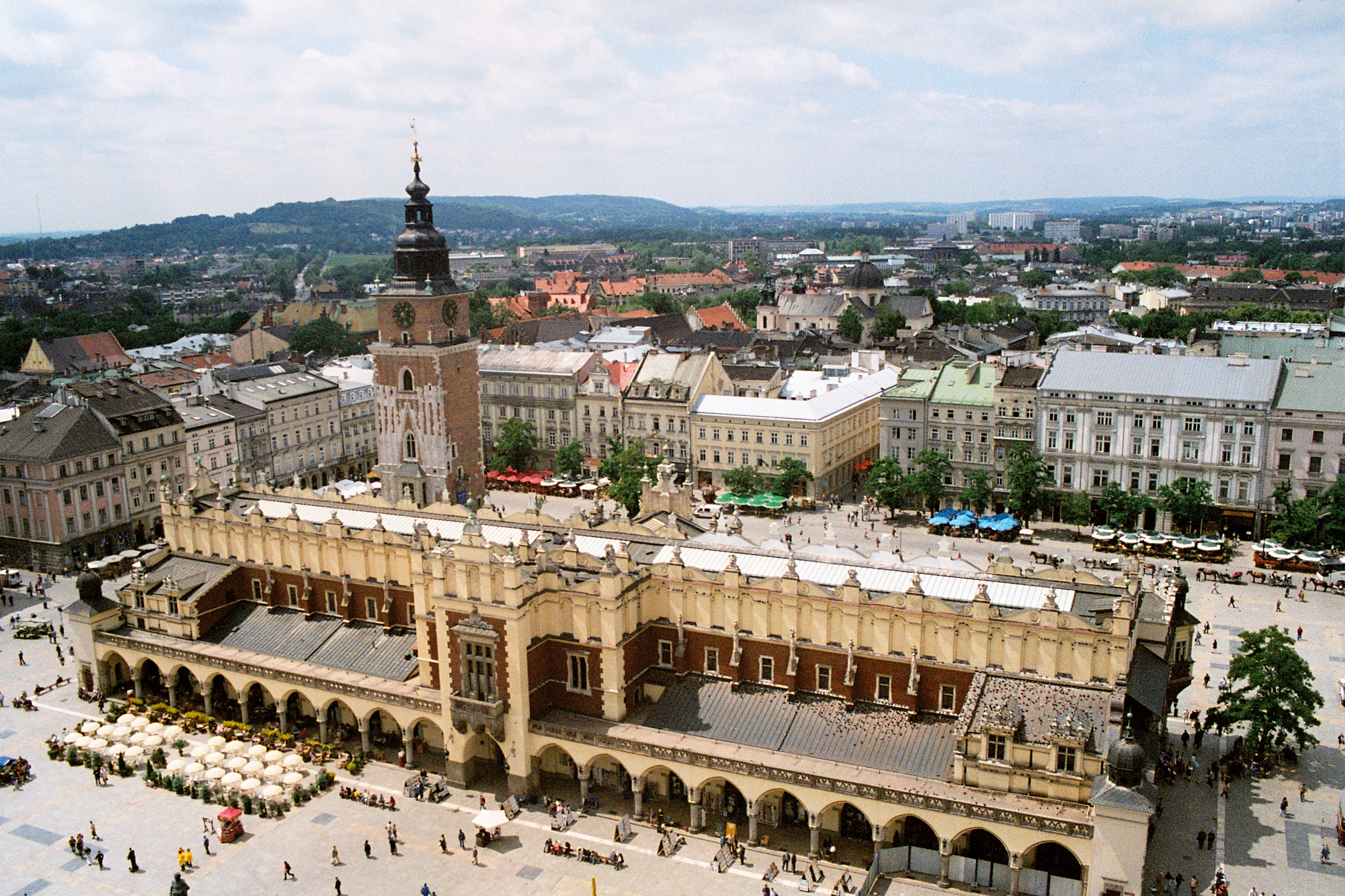
Mercato dei Tessuti
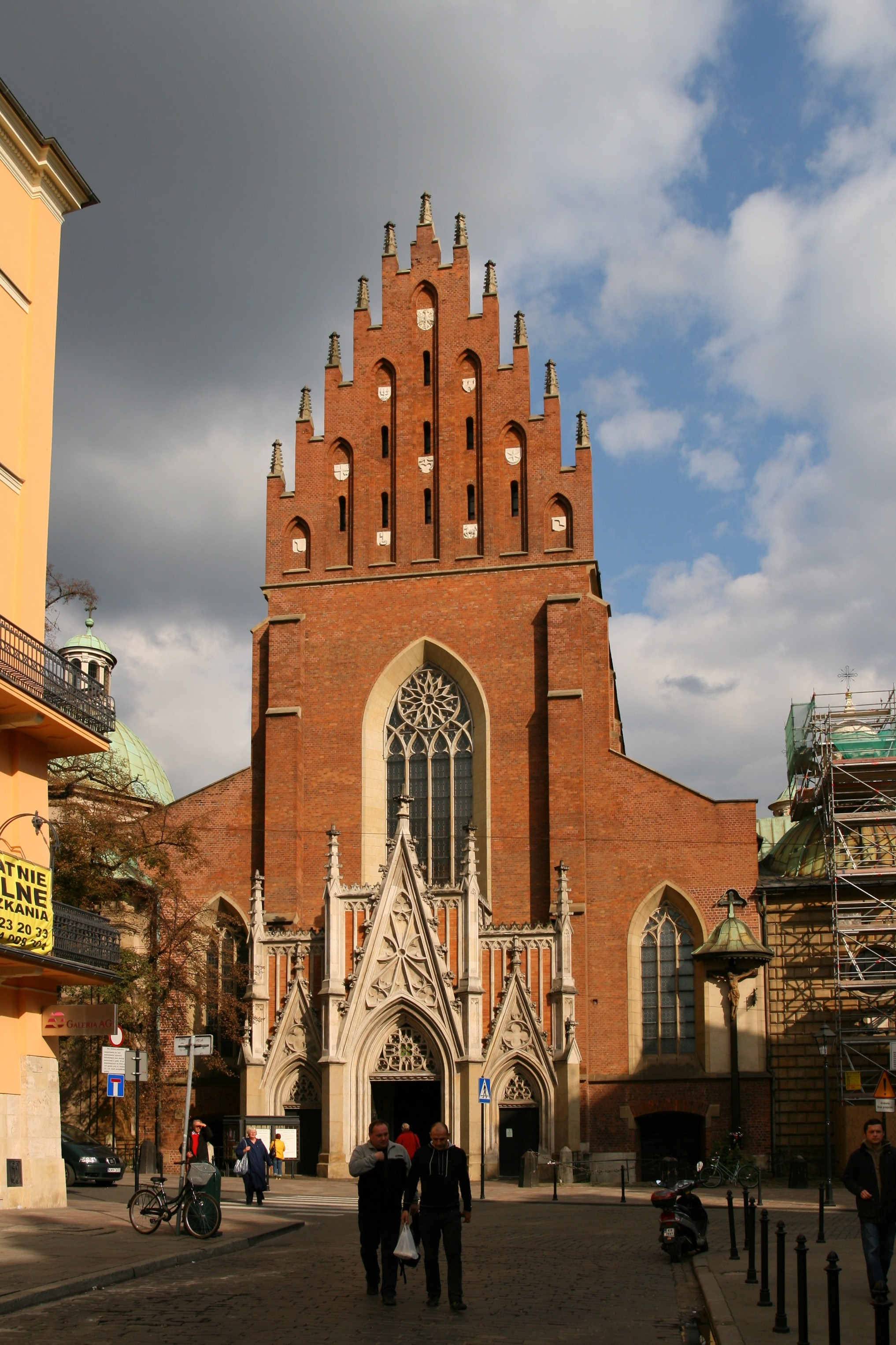
Chiesa della Trinità
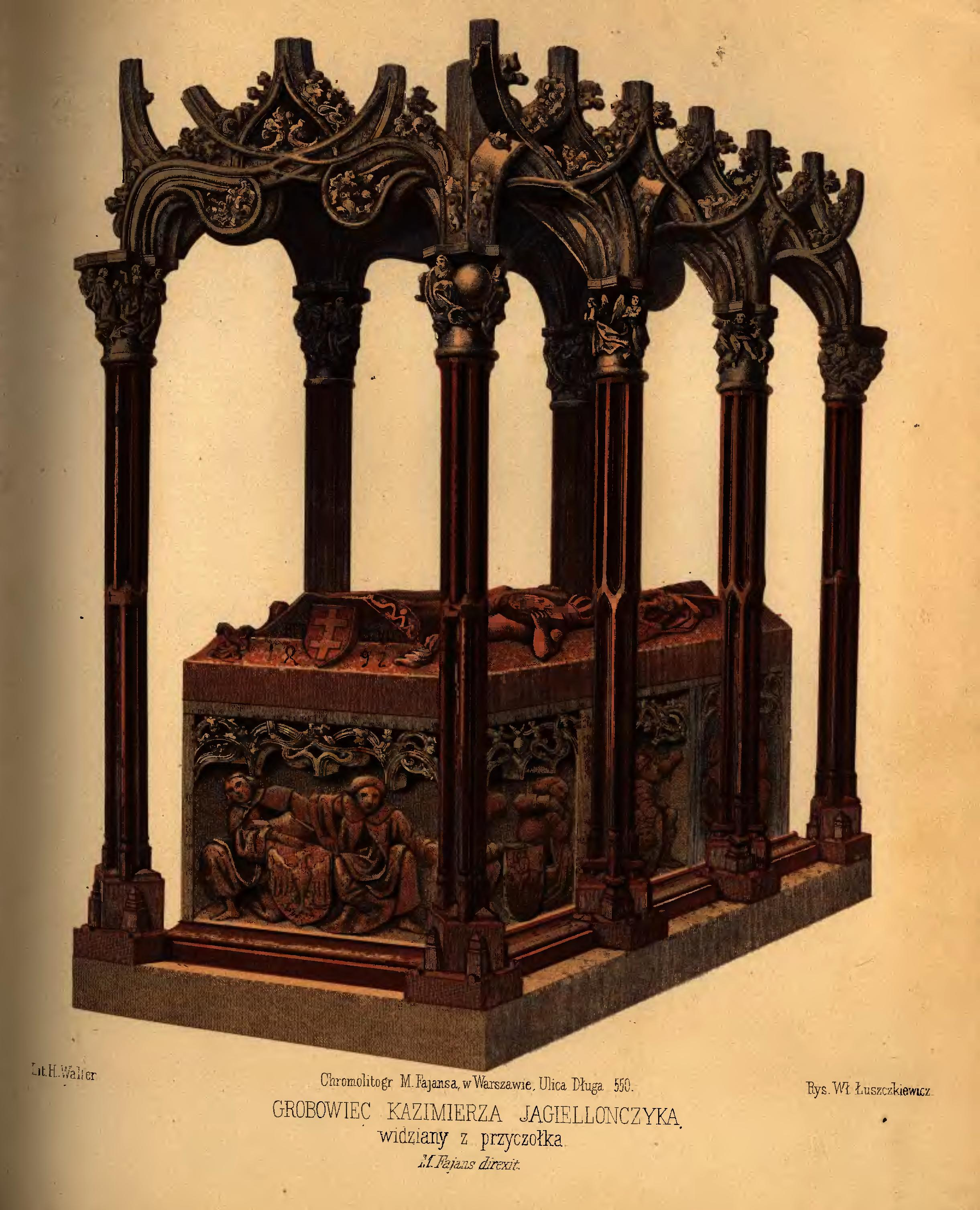
Veit Stoss, tomba di Casimiro IV (1492)

### Alsazia

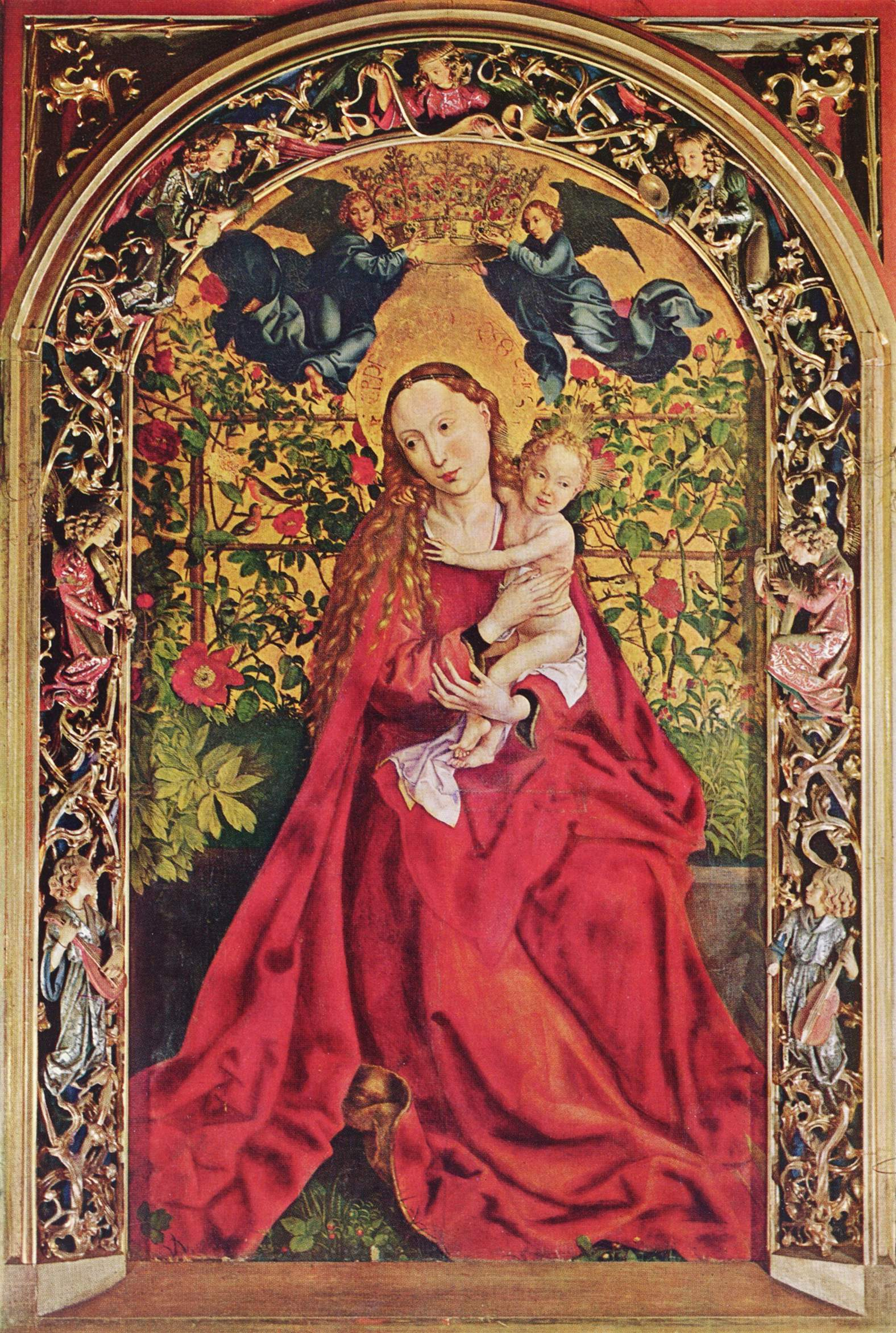
Martin Schongauer, Madonna del roseto (1473), chiesa di San Martino, Colmar

L'Alsazia conobbe nel corso del Quattrocento un notevole sviluppo, con una produzione artistica autonoma, nata dalla convergenza di artisti di varia nazionalità. L'articolata mole della cattedrale di Strasburgo è la realizzazione più importante del secolo, mentre la scultura è dominata dall'olandese Nikolaus Gerhaert da Leida e dalle influenze dell'arte tedesca renana, come testimoniano le opere del maestro locale Nicolas d'Hagenau (cassa dell'altare di Isenheim).
In pittura prevalevano gli influssi fiamminghi, borgognoni e tedeschi (ad esempio nel pannello del dubbio di Giuseppe, di autore anonimo del 1410-1420), finché la scuola locale non venne rinnovata da Martin Schongaurer da Colmar, le cui incisioni furono celebri e copiatissime in Europa, arrivando probabilmente a influenzare maestri lontani quali Dürer e Michelangelo.

### Tirolo
Il Tirolo era il quartier generale degli Asburgo, dal quale si irradiò il loro potere su tutta l'Europa. All'epoca di Massimiliano I venne dato il via a un intenso programma di celebrazione e propaganda tramite le immagini artistiche, con aperture sia alla tradizione germanica che al nuovo Umanesimo italiano. Questa duplicità si manifesta anche nelle opere degli artisti locali, quali Michael Pacher, che tenta una sorta di intelligente mediazione tra i due stili. Tra le migliori realizzazioni gli altari di Sankt Wolfang Kefemarkt, dell'abbazia di Novacella e della chiesa di San Francesco a Salisburgo (gli ultimi due sono oggi smembrati tra vari musei), in perfetto bilanciamento tra parti scolpite e dipinte, tra spazialità prospettica e caratterizzazione dei personaggi.

### Carinzia e Stiria
In queste due regioni austriache si trovano edifici religiosi con dipinti del gotico internazionale. In particolare è da rilevare la figura di Thomas da Villach (scuola di Villach) che dipinse nel Duomo di Graz in Stiria e nella chiesa carinziana di Sant'Andrea a Thörl-Maglern, presso il confine italiano.

## Area mediterranea

### Italia
L'Italia, divisa politicamente, fu attraversata da artisti che diffusero lo stile internazionale spostandosi continuamente (specialmente Pisanello, Michelino da Besozzo e Gentile da Fabriano) e generò anche numerose declinazioni regionali. Il linguaggio gotico "internazionale" significò lo svecchiamento della tradizione gotica (legata ancora a fine del XIV secolo al linguaggio giottesco), ma solo alcune aree offrirono dei contributi originali e da "protagonisti" nel panorama europeo, mentre altre acquisirono solo parzialmente e in maniera più superficiale i singoli stilemi. Tra le zone di maggior spessore spiccarono sicuramente la Lombardia e, in misura diversa, Venezia e Verona. A Firenze il gotico internazionale entrò precocemente in competizione con il nascente stile rinascimentale, ma incontrò comunque il favore di una committenza ricca e colta, sia religiosa che privata.

### Castiglia e Aragona

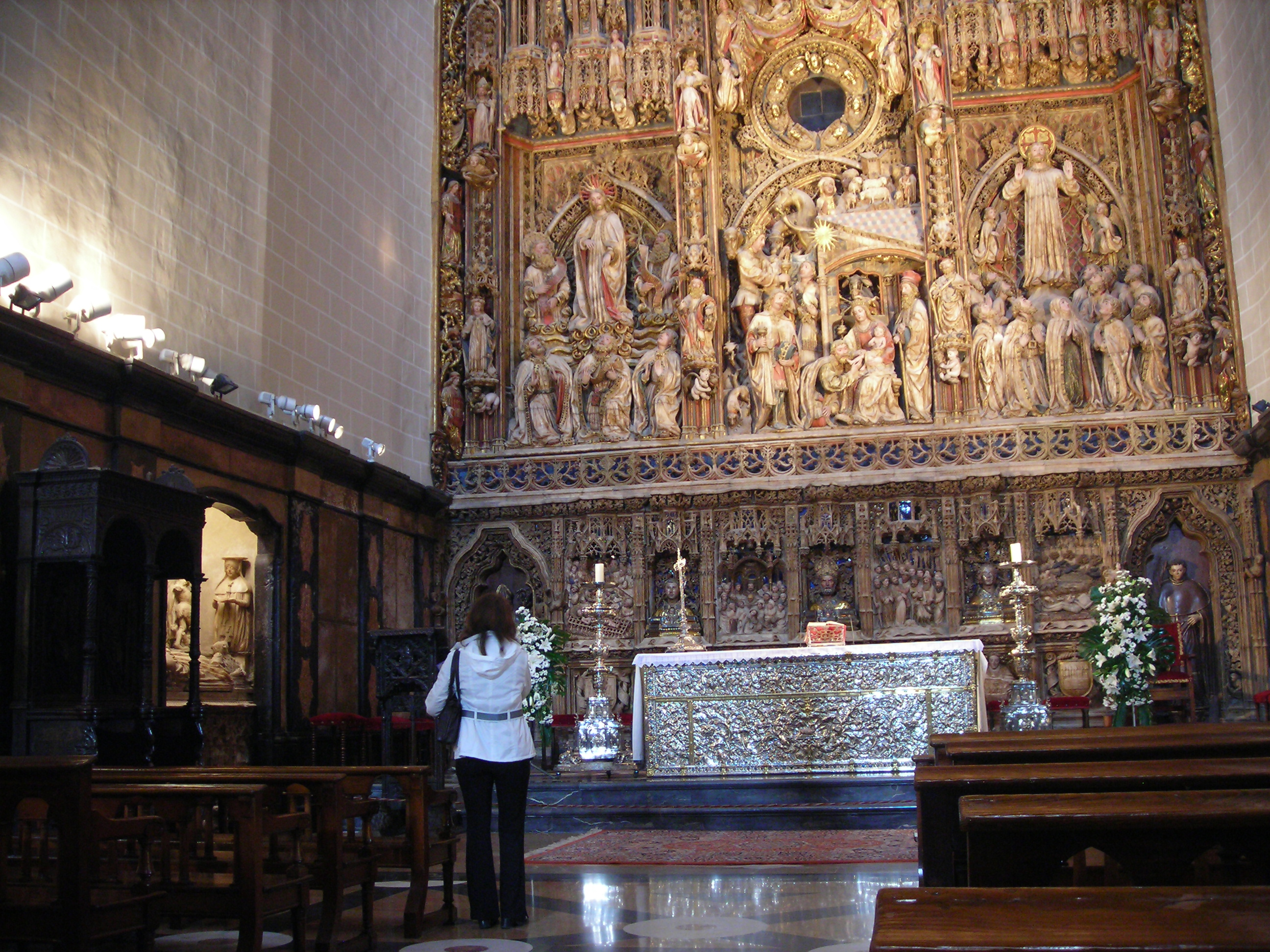
Altare della cattedrale di Saragozza, con retablo in alabastro e legno policromo (1434-1445)

La penisola iberica nel XV secolo era ancora frammentata in più regni, ciascuno con i propri centri artistici. Le committenze ecclesiastiche erano ancora saldamente legate a un gusto di tipo gotico, che in questo periodo produce opere di fastosa opulenza. Celebri sono i grandi retabli delle cattedrali, composti spesso di più ordini articolati e grandiosi, tanto da competere con l'architettura reale degli edifici che li contengono.
La scuola locale di Castiglia e Aragona vantava molteplici influenze, legate ai traffici marittimi e terrestri con le Fiandre e con l'Italia, in particolare il Regno di Napoli. Con l'unificazione dei regni (1469) e la conquista di Granada ai musulmani (1492) iniziò una nuova stagione anche per la pittura, con molti dei maestri che compiono viaggi formativi all'estero: Jaume Baço Jacomart a Napoli e Roma, Bertolomé Bermejo nelle Fiandre e nei centri spagnoli, Pedro Berruguete a Urbino, dove divenne uno dei protagonisti della corte di Federico da Montefeltro.

### Catalogna e Valencia
La regione di Barcellona, unita all'Aragona dal 1469, aveva un'ampia produzione artistica, influenzata soprattutto dalla scuola fiamminga di Jan van Eyck, collezionato da Alfonso d'Aragona. A questa influenza si aggiunse quella italiana, dopo la presa del Regno di Napoli (1441). Si trattò di influenze reciproche: il meridione d'Italia vanta numerose testimonianze del gotico catalano. Tra i maestri più importanti figurano Jaume Baço Jacomart, Bartolomé Bermejo, Jaime Huguet, Bernat Martorell.
A Valencia era in voga uno stile opulento, con ampio ricorso ai fondi oro, con artisti come Gonzalo Pérez. Le sue figure di santi sono ormai profanizzate come nobili aristocratici dell'epoca, riccamente abbigliati. Un ponte tra Valencia e Firenze fu il soggiorno di Gherardo Starnina nella città spagnola, alla corte di Giovanni I di Castiglia verso il 1380: tornato in patria aggiornò il linguaggio artistico di molti pittori fiorentini, che a fine Trecento erano ancora ancorati in un tardo giottismo; a lui si ispirarono le opere giovanili di pittori come Lorenzo Monaco e Masolino da Panicale.

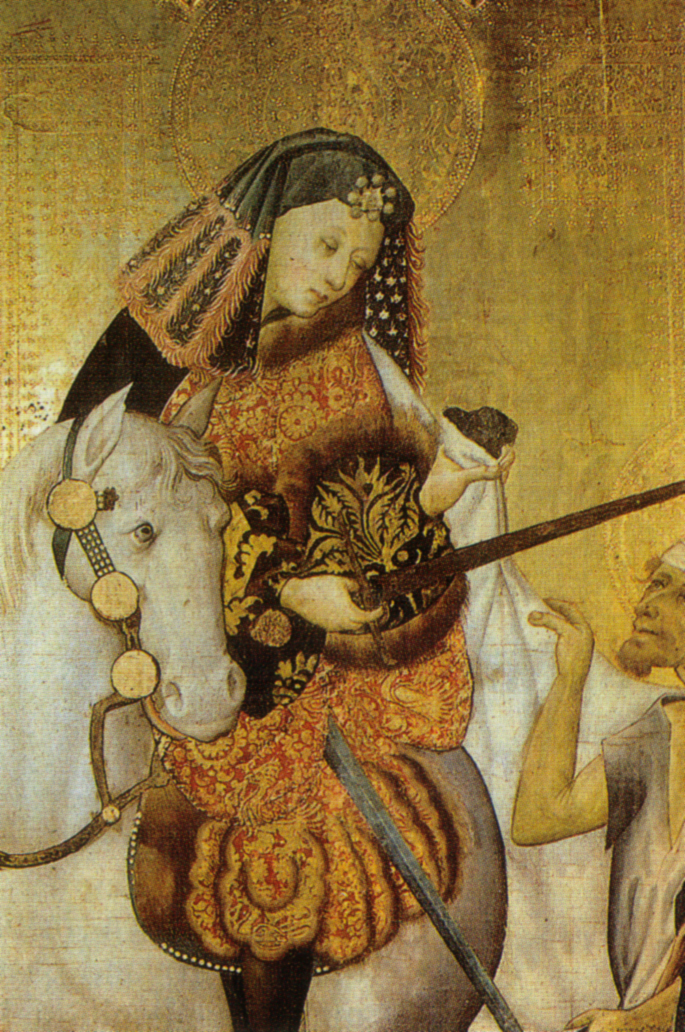
Gonzalo Pérez, Retablo dei santi Orsola, Martino e Antonio (dettaglio, 1420 circa), Museo di Belle Arti, Valencia
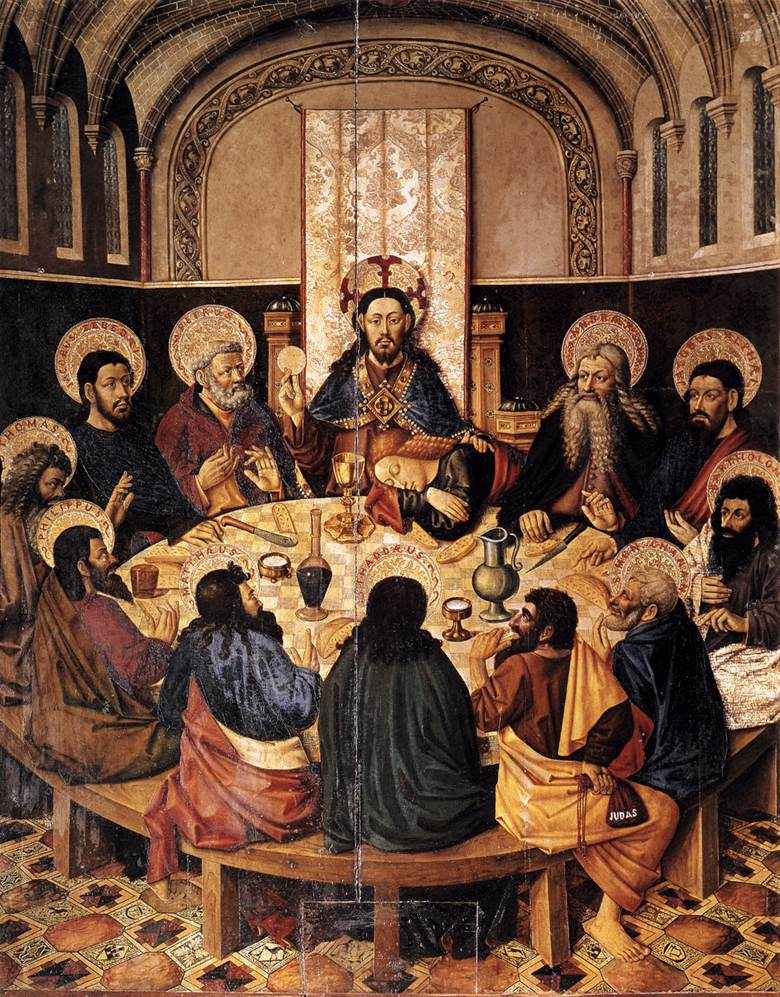
Jaume Baço Jacomart, Ultima cena (1450 circa), Museo della cattedrale, Segorbe

### Portogallo

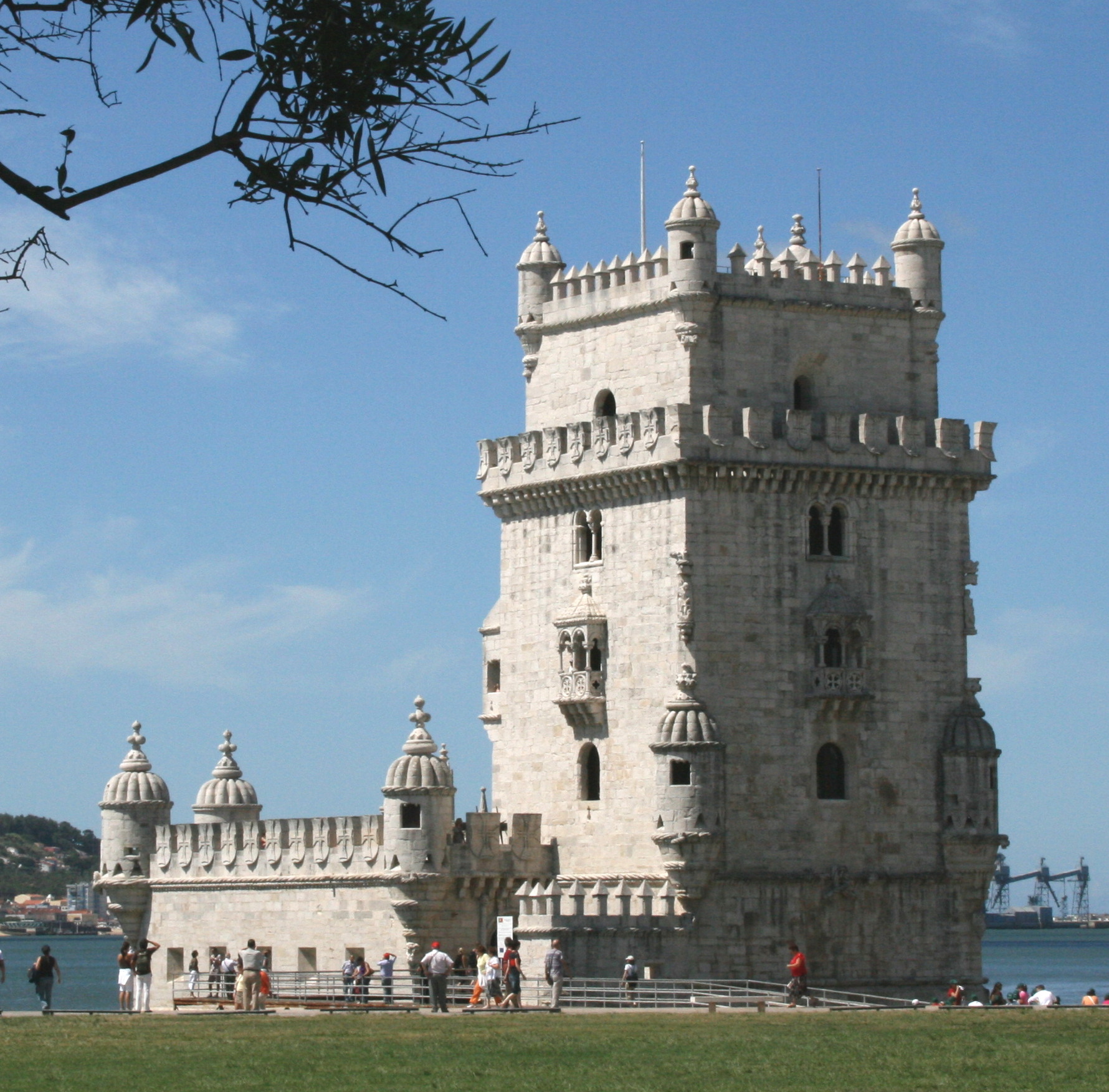
La Torre di Belém, capolavoro dello stile manuelino

In Portogallo si sviluppò l'estrema propaggine dello stile gotico in architettura, il cosiddetto stile manuelino, fiorito sotto il regno di Manuele I (1495-1521) e caratterizzato da una ricchezza particolarmente elaborata di dettagli, spesso tratti dal mondo marino e marinaio.

### Slovenia e Croazia
Appartengono al tardogotico i preziosi affreschi quattrocenteschi di Giovanni di Castua che rivestono le pareti della Chiesa della Santissima Trinità a Cristoglie in Slovenia, presso Capodistria, nonché gli affreschi di Vincenzo di Castua presenti nel Santuario di Santa Maria alle Lastre a Vermo, nell'Istria croata.